# Historia de la República Dominicana

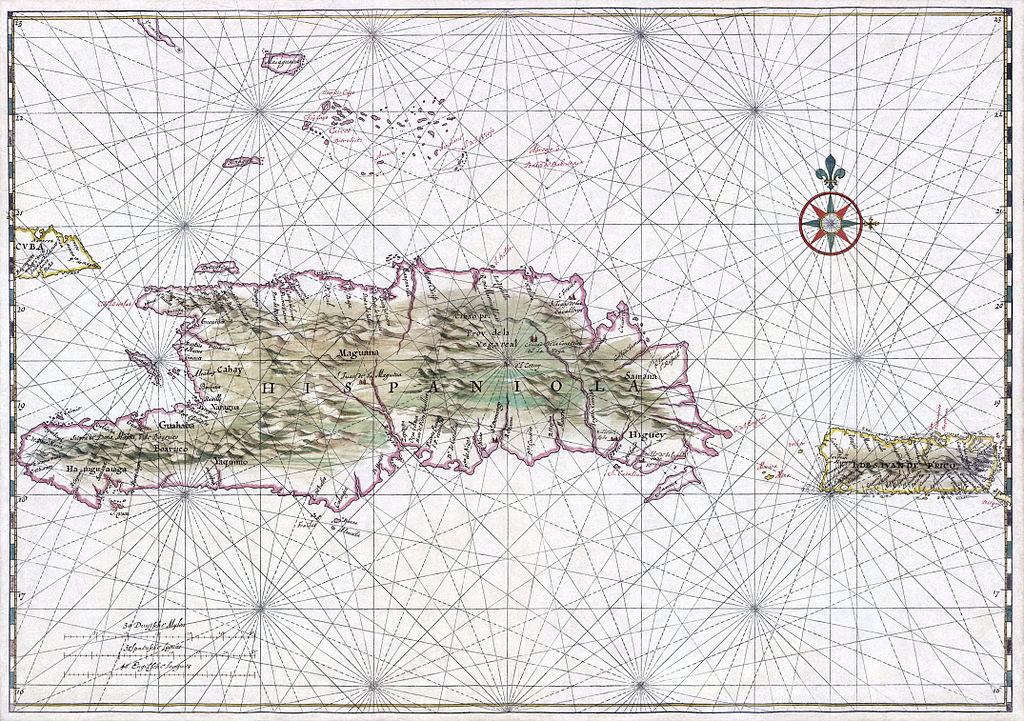
Mapa de La Española.

La Historia de la República Dominicana se remonta al año 600 d. C., cuando los ocupantes de la isla eran los taínos. La isla de Quisqueya fue reclamada por España en 1492, y formó parte de la América española. 
A partir del siglo XVII los franceses se fueron instalando en el oeste de la isla creando lo que luego sería Haití. España entregó su parte de la isla de Santo Domingo a la Francia republicana al ser derrotada en 1795, con lo que toda la isla pasó a ser colonia francesa; aunque no hubo una toma formal por autoridades de dicha república. Después de la independencia de Haití en 1804, al año siguiente el pueblo dominicano tuvo uno de los genocidios más brutales dados en las Américas con la Gran Invasión Haitiana del 1805, la cual eliminó al 65% de los habitantes de los paisanos de la época, salvados por los franceses retuvieron la parte de la isla correspondiente al pueblo dominicano hasta 1809. 
Después de un breve intento de independencia, los dominicanos cayeron bajo el control de España, que recuperó la parte oriental de la isla bajo el Tratado de París (1814). El pueblo de Santo Domingo decidió rebelarse contra España en noviembre de 1821 para unirse al país sudamericano de Gran Colombia, rechazado por la deuda de Bolívar con Haití, siendo la misma situación con EE. UU., quedando la opción de anexar la República a España.
Haití ocupó la república en 1822, y la república luchó por su independencia hasta que finalmente se logró en 1844. 
Debido a una fuerte recesión económica, amenazas haitianas y la guerra de secesión en los Estados Unidos, España reanexionó el país en 1861, y no fue hasta 1865 que la República Dominicana recuperó su independencia definitivamente. Desde la década de 1860 hasta la década de 1910, el país experimentó conflictos internos, lo que condujo a una invasión y ocupación del país por parte de los Estados Unidos de 1916 a 1924.
Alrededor de 1930, la República Dominicana se encontró bajo el control del presidente que se convirtió en dictador Rafael Leónidas Trujillo, quien gobernó el país hasta 1961. Una época de progreso y de reafirmacion de la República, pero también en la que cientos de dominicanos perdieron la vida, fueron encarcelados y torturados por los secuaces de Trujillo. Muchos sobrevivientes permanecieron mutilados por el resto de sus vidas; algunos tenían cicatrices permanentes en sus cuerpos y otros sufrían enfermedades mentales. En 1937, tras el asedio de los haitianos, violaciones, robo de ganado a los habitantes de la frontera, y ante la invasión de los territorios del noroeste, ordenó al ejército la expulsión de los haitianos que vivían en la zona fronteriza. Se dice que el ejército mató a unos 17 000 haitianos desde la noche del 2 de octubre de 1937 a 8 de octubre de 1937 de los que no se encuentra ningún rastro.
Ejemplos notorios del alcance de Trujillo en el extranjero son el intento fallido de asesinato contra el presidente venezolano Rómulo Betancourt (1960), el secuestro y posterior desaparición en la ciudad de Nueva York del profesor vasco Jesús Galíndez (1956), el asesinato del escritor José Almoina y crímenes cometidos contra cubanos, costarricenses, nicaragüenses, colombianos, puertorriqueños y estadounidenses. Trujillo se convirtió en un fuerte aliado de los Estados Unidos en los años posteriores a la Segunda Guerra Mundial, oponiéndose al comunismo y liderando los intentos de derrocar a Fidel Castro en la Rebelión del Escambray.
El apoyo de Trujillo se erosionó cuando sus acciones de crueldad se hicieron internacionalmente notorias, y finalmente perdió el apoyo de Estados Unidos y la Iglesia Católica. El 30 de mayo de 1961, su Chevrolet Bel Air fue emboscado por los golpistas militares y otros ciudadanos allegados al régimen. Fue asesinado a tiros. Poco después, los conspiradores golpistas fueron detenidos y ejecutados, y la República Dominicana se convertiría en anarquía a mediados de 1965, lo que exigiría una ocupación estadounidense una vez más. Esta segunda invasión norteamericana supuestamente fue para evitar "otra Cuba". Posteriormente, EE.UU. se aseguró de que se volviera a establecer un dictador anticomunista agradable y confiable, esta vez en la forma del ex protegido de Trujillo, Joaquín Balaguer.
El desempleo, la corrupción gubernamental, el servicio eléctrico inconsistente y la inmigración ilegal masiva desde Haití llevaron a la República a sufrir problemas sociales y económicos continuos durante el siglo XXI, y muchos dominicanos se fueron a los Estados Unidos y España principalmente.

## Era precolombina

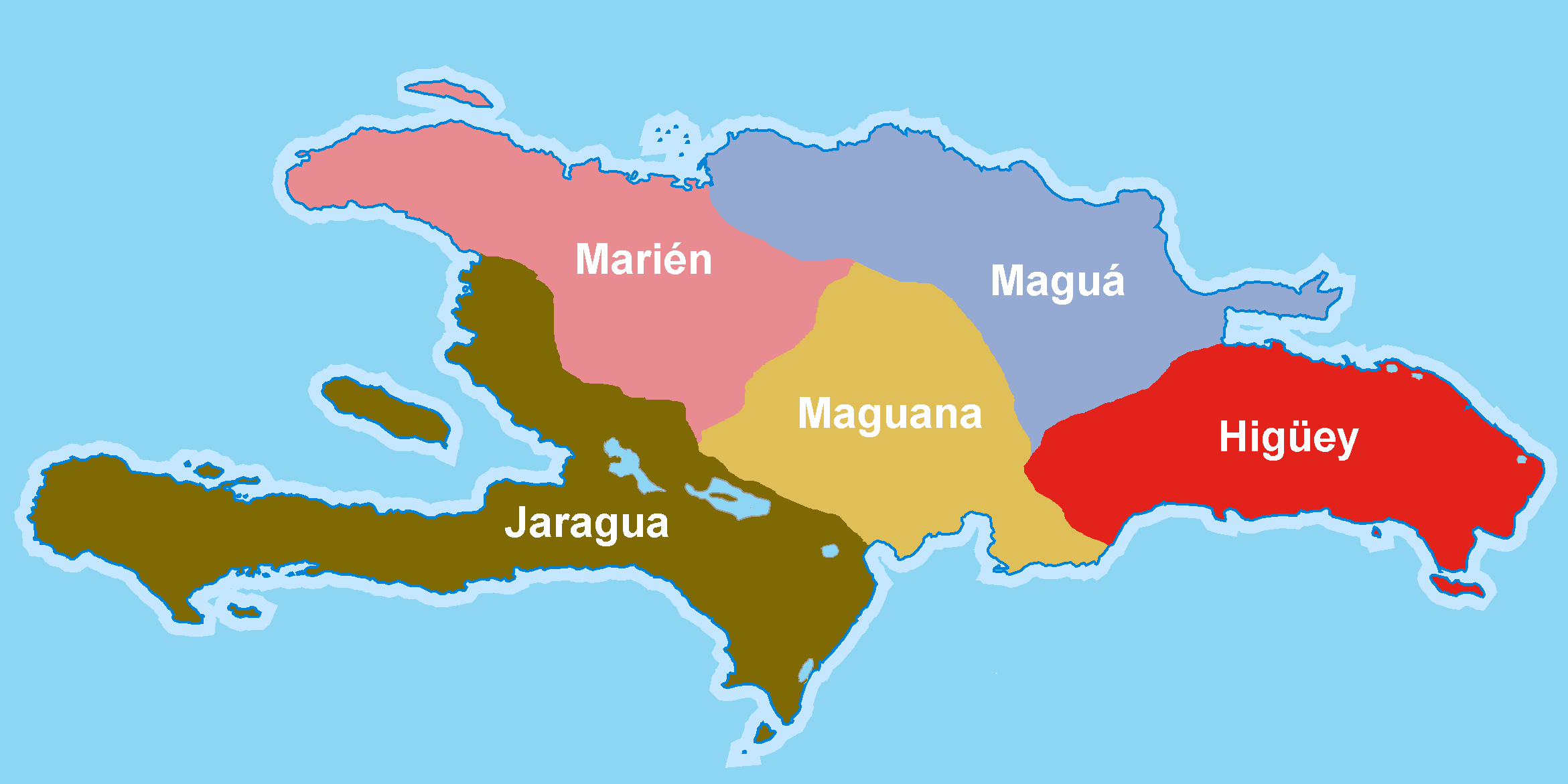
Cacicazgos de La Española a la llegada de los españoles.

Las sucesivas olas de inmigrantes arahuacos, moviéndose hacia el norte desde el delta del Orinoco en América del Sur, se establecieron en las islas del Caribe. Alrededor del año 600, los indios taínos, una cultura arahuaca, llegaron a la isla, desplazando a los habitantes anteriores. Los últimos migrantes arahuacos, los caribes, comenzaron a moverse hasta las Antillas Menores en el siglo XV, e invadían aldeas taínas en la costa oriental de la isla al mismo tiempo que arribaban los españoles en 1492.
Los taínos llamaban a la isla Quisqueya (madre de todas las tierras). En el momento de la llegada de Colón en 1492, el territorio de la isla consistía en cinco cacicazgos: Marién, Maguá, Maguana, Jaragua e Higüey. Estos eran gobernados respectivamente por los caciques Guacanagarix, Guarionex, Caonabo, Bohechío y Cayacoa.

## Época colonial (1492-1821)

### Llegada de los españoles y colonización

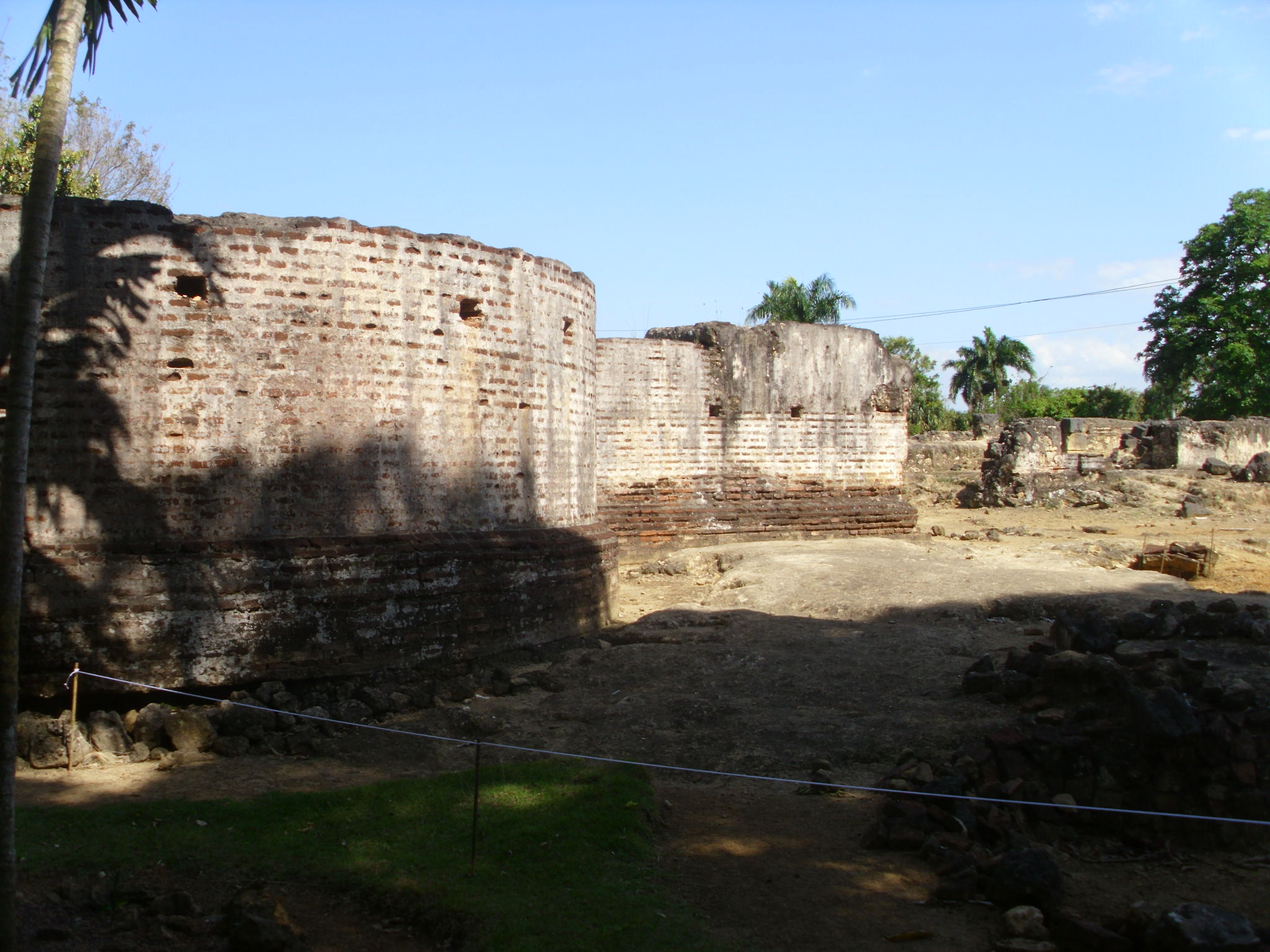
Ruinas de la fortaleza La Concepción, en la Vega Vieja

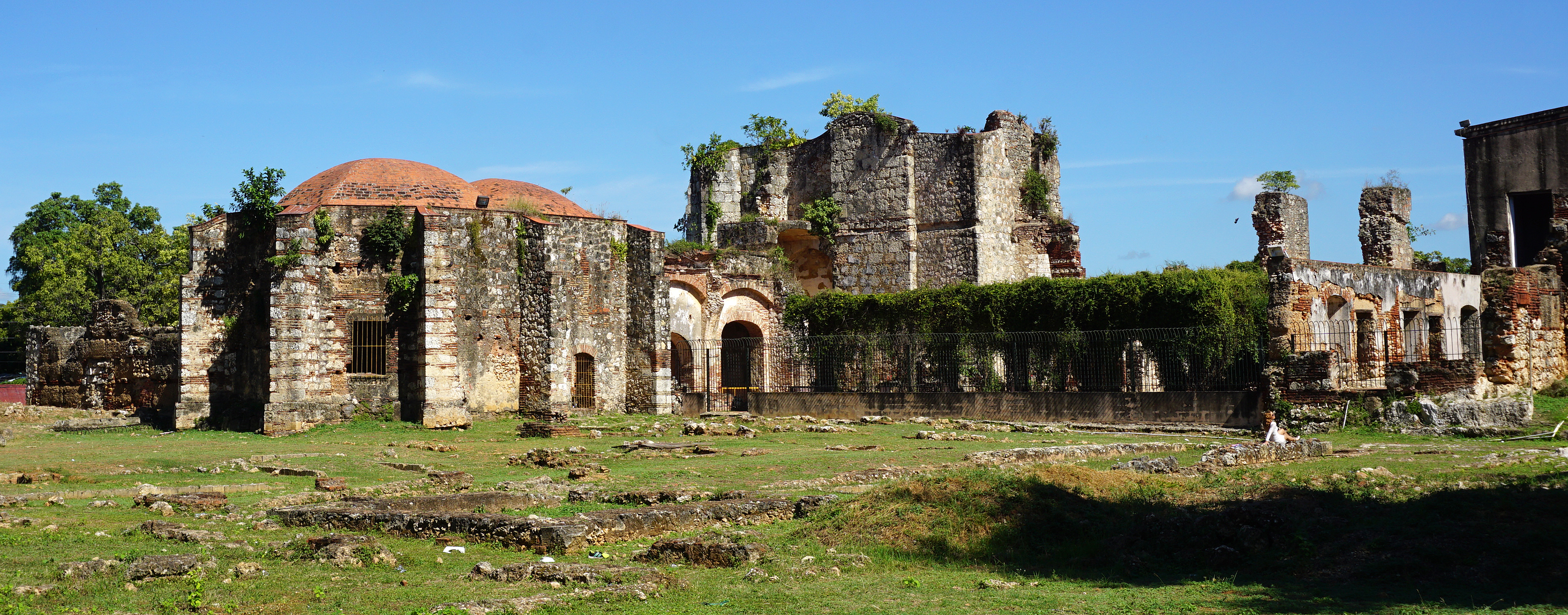
Ruinas del Monasterio de San Francisco

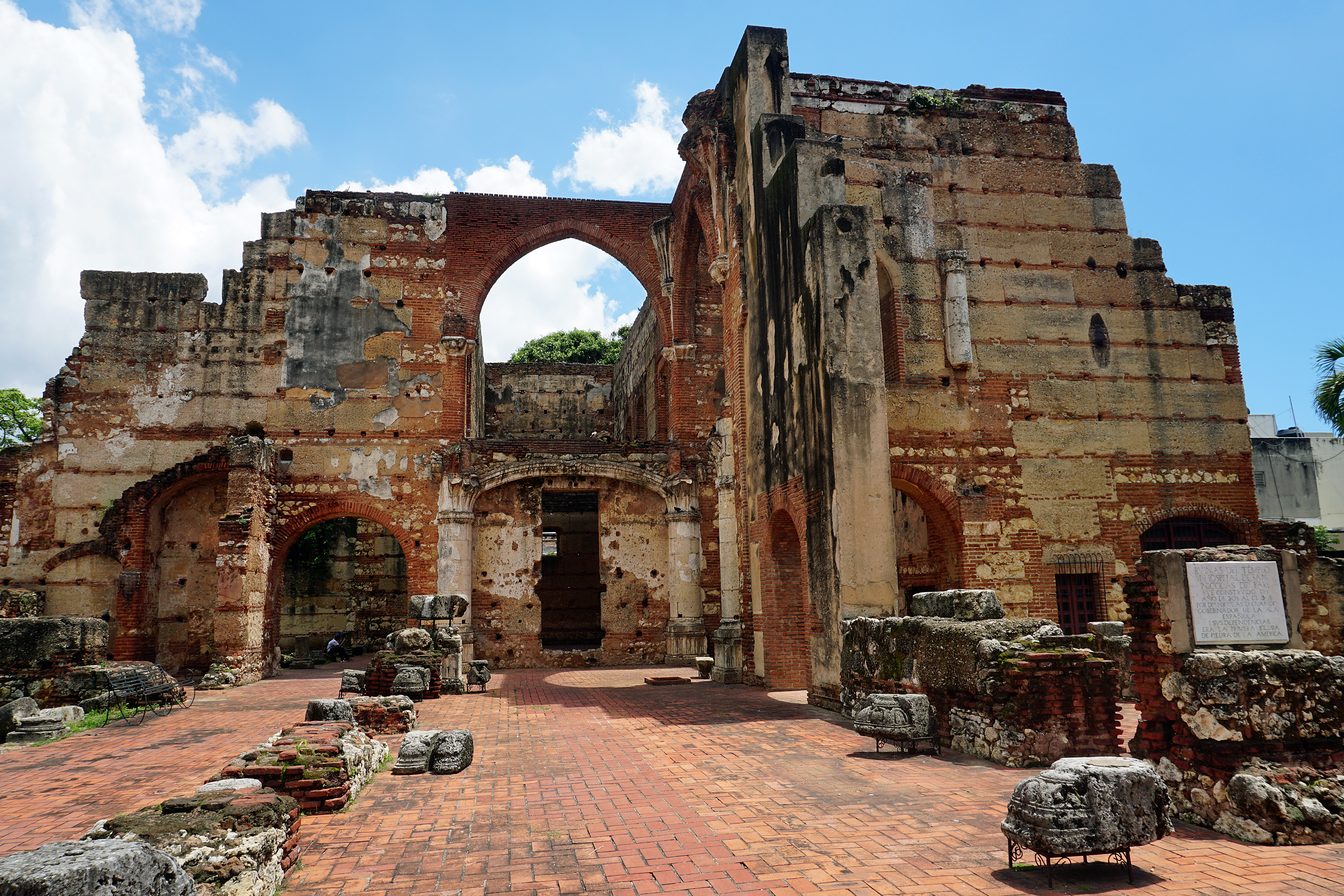
Ruinas del Hospital San Nicolás de Bari, Ciudad Colonial Santo Domingo

Cristóbal Colón llegó a la isla en su primer viaje el 5 de diciembre de 1492, dándole el nombre de La Española. Creyendo que los europeos eran de alguna forma sobrenatural, los taínos les dieron la bienvenida con todos los honores. Era una sociedad totalmente distinta de la que venían los europeos. Guacanagarix, el jefe anfitrión que dio la bienvenida a Cristóbal Colón y sus hombres, los trató con amabilidad y les dio todo lo que deseaban. Sin embargo, el sistema igualitario de los taínos se enfrentó a las estructuras del sistema feudal de los europeos. Esto llevó a los europeos a creer que los taínos eran débiles, y comenzaron a tratar a las tribus con más violencia. Colón intentó mitigar esto cuando él y sus hombres se marcharon de Quisqueya, dejando a los taínos con una buena primera impresión.
Colón había consolidado una firme alianza con Guacanagarix, quien era un poderoso jefe de la isla. Después del naufragio de la Santa María, Colón decidió establecer una pequeña fortaleza con una guarnición de hombres que podrían ayudarle a reivindicar esta posesión. El fuerte se llamó La Navidad, porque los acontecimientos del naufragio y la fundación del fuerte ocurrieron el día de Navidad. La guarnición, a pesar de toda la riqueza y belleza de la isla, fue sacudida por las divisiones que terminaron en un conflicto entre estos primeros europeos. Los más rapaces comenzaron a aterrorizar a los miembros de las tribus taínas, ciguayos y mazorijes hasta el punto de intentar llevarse a sus mujeres.
Visto como débil por los españoles e incluso por algunos de su propio pueblo, Guacanagarix intentó llegar a un acuerdo con los españoles, quienes veían su sosiego como el de alguien sometido. Lo trataron con desprecio y hasta tuvieron algunas de sus esposas. El poderoso cacique de Maguana, Caonabo, no podía soportar las afrentas y atacó a los europeos, destruyendo el fuerte La Navidad. Guacanagarix estaba consternado por este giro de los acontecimientos, pero no hizo nada para ayudar, probablemente esperando que los importunos extranjeros no regresaran. Sin embargo, regresaron.
En 1493, Colón regresó a la isla en su segundo viaje y fundó la primera colonia española en el Nuevo Mundo, la ciudad de La Isabela. En 1496, su hermano Bartolomé Colón estableció el asentamiento Santo Domingo de Guzmán en la costa sur, que se convirtió en la nueva capital. Se estima que los 400 000 taínos que vivían en la isla fueron esclavizados antes de trabajar en las minas de oro. Como consecuencia de la opresión, el trabajo forzoso, el hambre, las enfermedades y muertes en masa,[cita requerida] se estima que para el 1508 ese número se había reducido a alrededor de 50 000. En 1535, solo 6000 estaban vivos.

Anacaona

Durante este período, la dirección española cambió de manos varias veces. Cuando Colón partió en otra exploración, Francisco de Bobadilla se convirtió en gobernador. Las acusaciones contra Colón por parte de los colonos debido a su mala gestión se agregó a la situación política tumultuosa. En 1502, Nicolás de Ovando sustituye a Bobadilla como gobernador, con un ambicioso plan para ampliar la influencia española en la región. Fue él quien tuvo un trato más brutal con la mayoría de los taínos.
Un rebelde, Enriquillo, liderando un grupo de los que habían huido a las montañas, atacaron a los españoles en varias ocasiones durante catorce años. Finalmente, los españoles le ofrecieron un tratado de paz. Además, le dieron a Enriquillo y sus seguidores su propia ciudad en 1534. La ciudad no duró mucho, ya que, varios años después de su creación, una rebelión de esclavos la quemó, matando a todos los que se encontraban dentro de la misma.

### Extinción taína y esclavitud africana

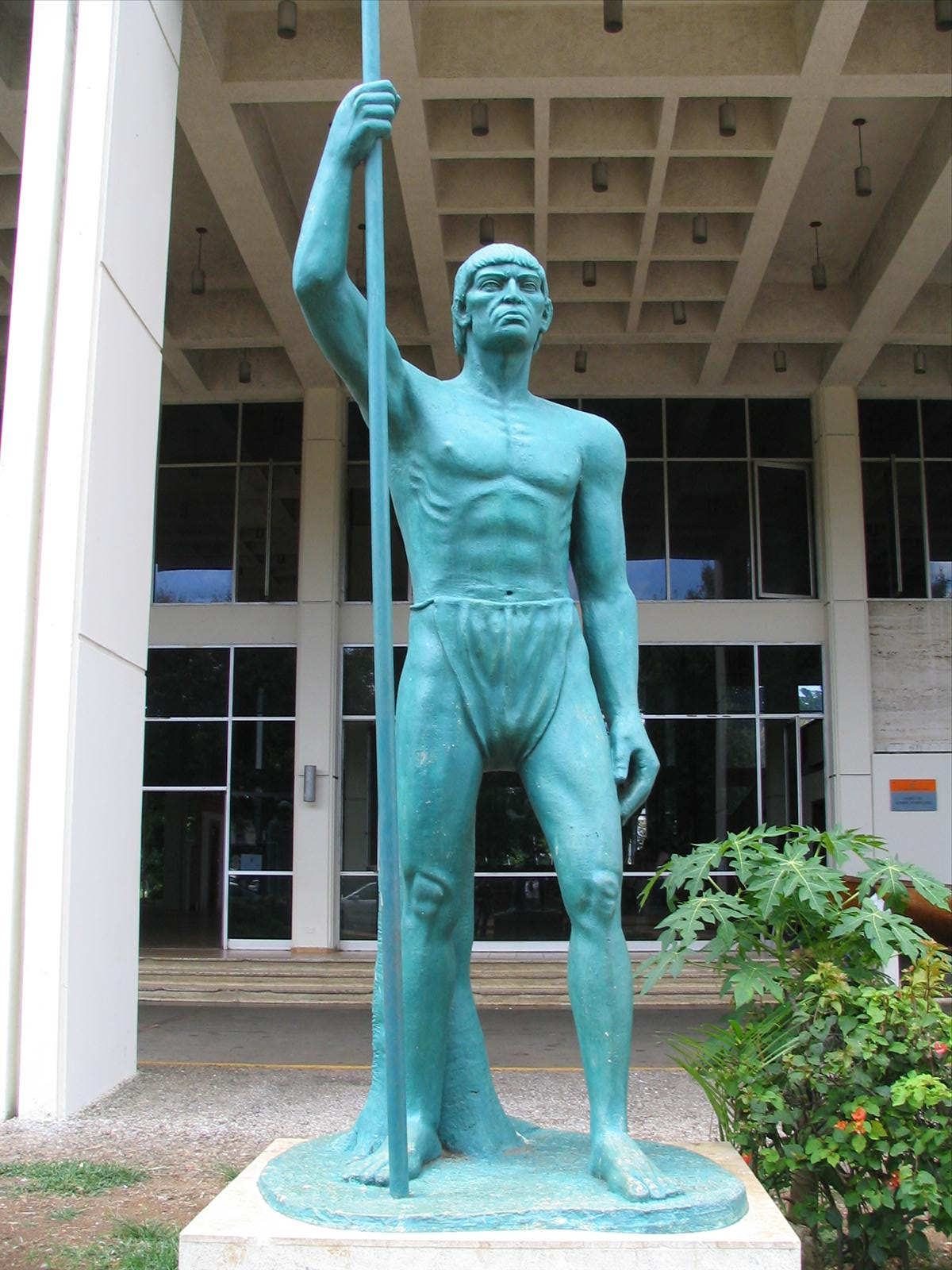
Enriquillo

En 1501, los monarcas españoles, Fernando e Isabel, concedieron el primer permiso a los colonizadores del Caribe para deportar esclavos africanos, los cuales comenzaron a llegar a la isla en 1503. En 1510, la primera gran expedición, que consistió en 250 negros ladinos, llegó a La Española desde España. Ocho años más tarde esclavos de origen africano llegaron a las Indias Occidentales. La posesión española de la isla fue organizada en 1511 como la Real Audiencia de Santo Domingo. La caña de azúcar fue introducida a La Española desde las Islas Canarias, y el primer ingenio azucarero en el Nuevo Mundo fue establecido en 1516, en La Española. La necesidad de una mano de obra para satisfacer la creciente demanda del cultivo de la caña de azúcar condujo a un exponencial aumento de la importación de esclavos en las dos décadas siguientes. Los dueños de los molinos de azúcar pronto formaron una nueva élite colonial, convencieron al rey de España para que pudieran elegir a los miembros de la Real Audiencia de entre sus filas. Los colonos más pobres subsistían de la caza y las manadas de ganado salvaje que vagaban por toda la isla y de la venta de sus pieles.
La primera revuelta importante de esclavos en América ocurrió en Santo Domingo en 1521, cuando los musulmanes esclavizados de la nación wolof encabezaron un levantamiento en la plantación de azúcar del almirante don Diego Colón, hijo de Cristóbal Colón. Muchos de estos insurgentes lograron escapar a las montañas donde formaron comunidades cimarronas.
Si bien la caña de azúcar aumentó enormemente los ingresos de España en la isla, un gran número de los esclavos recién deportados huyeron a las casi intransitables montañas en el interior de la isla, uniéndose a las crecientes comunidades de cimarrones, literalmente, "asilvestrados". En la década de 1530, las bandas cimarronas se habían vuelto tan numerosas que en las zonas rurales, los españoles solo podían viajar con seguridad fuera de sus plantaciones en grandes grupos armados.

### Corsarios franceses
En la década de 1520, el mar Caribe había sido invadido por corsarios franceses. En 1522 un barco procedente de Santo Domingo con destino a Sevilla fue atacado por un corsario francés llamado Jean Fleury, el cual se apropió de todo su cargamento de azúcar. En 1537, otro corsario francés atacó los poblados de Azua y Ocoa, quemando ingenios y casas y saqueando todo lo que pudo; mientras que en 1540 un barco que recién había zarpado del puerto de Santo Domingo fue asaltado por corsarios ingleses. En 1541 España autorizó la construcción de la muralla de Santo Domingo, y decidió restringir los viajes por mar a los convoyes armados. Otra medida, la cual destruiría la industria azucarera de La Española, fue que en 1561 La Habana, más estratégicamente ubicada en relación con la corriente del Golfo, fue seleccionada como el punto de concentración obligatorio de las flotas mercantes, las cuales tenían un monopolio real sobre el comercio con las Américas. En 1564, las ciudades principales del interior de la isla, Santiago de los Caballeros y Concepción de La Vega, fueron destruidas por un terremoto. En la década de 1560 también los ingleses se sumaron a los franceses en los asaltos piratas habituales a los barcos españoles.

### Declive colonial
1. Con la conquista del continente americano, La Española declinó rápidamente. La mayoría de los colonos españoles abandonaron la isla por las minas de plata de Bolivia así como también de México y Perú, mientras que los nuevos inmigrantes españoles omitieron la isla. La agricultura disminuyó, las importaciones de nuevos esclavos cesó, y los colonos blancos, negros libres y esclavos por igual vivían en la pobreza, debilitándose la jerarquía racial y entremezclándose la ayuda, dando lugar a una población predominantemente mixta entre españoles, africanos, y taínos. A excepción de la ciudad de Santo Domingo, que logró mantener algunas exportaciones legales, los puertos dominicanos fueron forzados a confiar en el comercio de contrabando, que, junto con el ganado, se convirtió en la única fuente de sustento para los habitantes de la isla. En 1586, Sir Francis Drake ocupó la ciudad de Santo Domingo, cobrando un rescate por su retorno al dominio español.

En 1605, España, descontenta de que Santo Domingo estaba facilitando el comercio entre sus otras colonias y otras potencias europeas, ordenó al gobernador Antonio de Osorio atacar las vastas zonas de las regiones norte y oeste de la colonia, forzando a sus habitantes a reasentarse más cerca de la ciudad de Santo Domingo. Esta acción, conocida como devastaciones de Osorio, resultó desastrosa, más de la mitad de los colonos reubicados murieron de hambre o enfermedad. Los bucaneros ingleses y franceses se aprovecharon de la retirada de España en una esquina de La Española para asentarse en la Isla de la Tortuga en 1629. Francia estableció un control directo en 1640, reorganizándola como una colonia oficial y ampliando la costa norte de la isla, aunque esta no sería reconocida por España de manera oficial hasta la firma del Tratado de Aranjuez de 1777. En 1655, Oliver Cromwell despachó una flota, comandada por el almirante Sir William Penn, a la conquista de Santo Domingo. Después de encontrarse con una fuerte resistencia comandada por el Conde de Peñalva, Penn se retiró, tomando la isla de Jamaica en su lugar. En 1666 una sucesión de epidemias de viruela, sarampión y disentería acabó con los últimos taínos y numerosos africanos, dejando el país hundido en la miseria.
A mediados del siglo XVII Santo Domingo estaba sumida en una grave crisis económica y poblacional, ya que el auge de otros territorios de América ofrecía mejores garantías. Por esto entre 1680 y 1691 zarpan para Santo Domingo 8 embarcaciones que hacen escala allí para dejar familias canarias. Hay constancia de que se establecieron en Higüey y Bayaguana. En 1684 llegan los nuevos pobladores, procedentes de las Islas Canarias, y se establecerán en lo que será San Carlos de Tenerife. Se trata de 97 familias, en total 543 personas, que se dedicarían al abastecimiento de productos agrícolas y ganaderos para la ciudad de Santo Domingo. En el año 1700 llegan 39 familias más, tras haber sufrido años anteriores una grave epidemia de viruela que diezmó de nuevo la población. En 1709 llegaron 49 familias más que tuvieron que sobornar al gobernador para poder agregarse a la comunidad de San Carlos.
La Casa de Borbón sustituyó a la Casa de Habsburgo en España en 1700 e introdujo reformas económicas que poco a poco comenzaron a reactivar el comercio en Santo Domingo. La corona mitigó progresivamente los rígidos controles y restricciones sobre el comercio entre España y las demás colonias. Las últimas flotas navegaron en 1737; el sistema portuario monopólico fue abolido poco después. A mediados del siglo, la población se vio reforzada por las medidas de colonización dictadas por el rey Carlos III, que impulsaron el incremento de la tradicional emigración desde las Islas Canarias, el reasentamiento de la parte norte de la colonia y la plantación de tabaco en el Valle del Cibao, y la importación de esclavos fue renovada. La población de Santo Domingo siguió bajando al principio del siglo, de forma que en el padrón realizado en 1737 apenas llegaba a los 6000 habitantes. A partir de ese momento, una etapa de mejoría llevó a que hubiera aproximadamente 125 000 en 1790. De esta cifra, unos 40 000 eran terratenientes blancos, unos 25 000 eran hombres libres de color o mulatos, y unos 60 000 eran esclavos.[cita requerida] Sin embargo, seguía siendo pobre y abandonada, sobre todo en contraste con la parte occidental, del vecino francés de Saint-Domingue, que se convirtió en la colonia más rica en el Nuevo Mundo y tenía cuatro veces y media el número de habitantes. Como las restricciones sobre el comercio colonial se suavizaron, las elites coloniales de Saint-Domingue les ofrecieron el mercado principal a los exportadores de carne, cueros, caoba y tabaco de Santo Domingo. Otro factor fueron los éxitos de los corsarios locales durante las guerras con Gran Bretaña.
Los corsarios dominicanos capturaron barcos británicos, holandeses, franceses y daneses a lo largo del siglo XVIII.

### Tratado de Basilea, cesión a Francia y revolución haitiana
Con el estallido de la rebelión de los esclavos contra los colonos franceses en 1791, los rebeldes aprovecharon la guerra entre Francia y España y se refugiaron en la parte española, se unieron a las milicias dominicanas, las cuales estaban constituidas por nativos de Santo Domingo, de donde viene el gentilicio «dominicano», porque en ese entonces nunca llegaron a Santo Domingo tropas de España para enfrentar a los franceses. Toussaint Louverture dirigía a los ex-esclavos de Francia en la parte española, pero luego éste fue derrotado por los franceses y traicionó a los dominicanos. En 1795, Francia obtuvo el control de toda la isla en virtud del Tratado de Basilea.
En 1801 Louverture arribó a Santo Domingo para dar rienda suelta a sus intenciones de someter toda la isla bajo su yugo, incluso consagró en su constitución que la isla era una e indivisible. Además, se extiende la abolición de la esclavitud a la parte española. Poco después, Napoleón envió un ejército que restableció la esclavitud en la parte oriental de la isla, y dominó a los antiguos esclavos y la gobernó durante unos meses. Pero los negros de nuevo se levantaron en contra de estos franceses en octubre de 1802 y finalmente los derrotaron en noviembre de 1803. El 1 de enero de 1804 los vencedores declararon a Saint-Domingue como la república independiente de Haití.
Incluso después de su derrota a manos de los haitianos, una pequeña guarnición francesa se mantuvo en Santo Domingo, bajo la administración del general Jean-Louis Ferrand. Desde que había restablecido la esclavitud a petición de Napoleón en 1802, muchos colonos españoles regresaron. El general Jean-Louis Ferrand también decidió fundar grandes plantaciones de azúcar con amos franceses, a quienes autorizó a ir a capturar negros en la parte occidental, lo que desencadenó una expedición punitiva de Dessalines.
A finales de febrero de 1805, tras haberse coronado emperador, Jean-Jacques Dessalines (Jacobo I de Haití) invadió, sus tropas avanzaron por dos rutas, la una por el norte (Dajabón-Santiago-La Vega-Santo Domingo), comandada por Henri Christophe, y la otra por el sur (Hincha-San Juan-Azua-Baní-Santo Domingo), comandada por Dessalines. En su avance por la ruta sur, el emperador haitiano halló que los habitantes de San Juan y Baní habían evacuado sus ciudades para protegerse, por lo que él consideró que la población autóctona no merecía su clemencia. El 6 de marzo, al aproximarse a la ciudad capital, Dessalines ordenó incendiar la villa de San Carlos (ubicada en los extramuros de la capital) e inició el asedio de la capital. El 25 de marzo ordenó el exterminio total de la población en su poder, efectuándose un traslado masivo a las grandes ciudades haitianas para matarlos en las plazas públicas mediante aplastamiento (por caballos y acémilas) y desmembramiento. Tres días más tarde, arribaron a Santo Domingo tres fragatas y dos bergantines franceses; Dessalines decidió la retirada de sus tropas a Haití. En abril, Dessalines y Christophe junto a sus tropas arrasaron Santiago, Moca, Cotuí, La Vega, Azua, San Juan, Baní, entre otras ciudades, y masacraron a los moradores de estas que no habían huido a la Cordillera Central, aniquilando a unas diez mil personas.[cita requerida]
Los franceses ocuparon la parte oriental de la isla, hasta que fueron derrotados en la batalla de Palo Hincado el 7 de noviembre de 1808 por los habitantes nativos de Santo Domingo, quienes tuvieron como líder al nativo de Cotuí Juan Sánchez Ramírez, quien era un rico hacendado en su región, pero aportó toda esa riqueza para defender la causa dominicana de preservar su nación que tenía tanto de España como de África, quedando tanto él como su familia en una espantosa ruina económica. La capitulación definitiva de los franceses en la asediada ciudad de Santo Domingo se produjo el 9 de julio de 1809, con la ayuda de la Marina Real británica.

## Independencia Efímera (1821-1822)

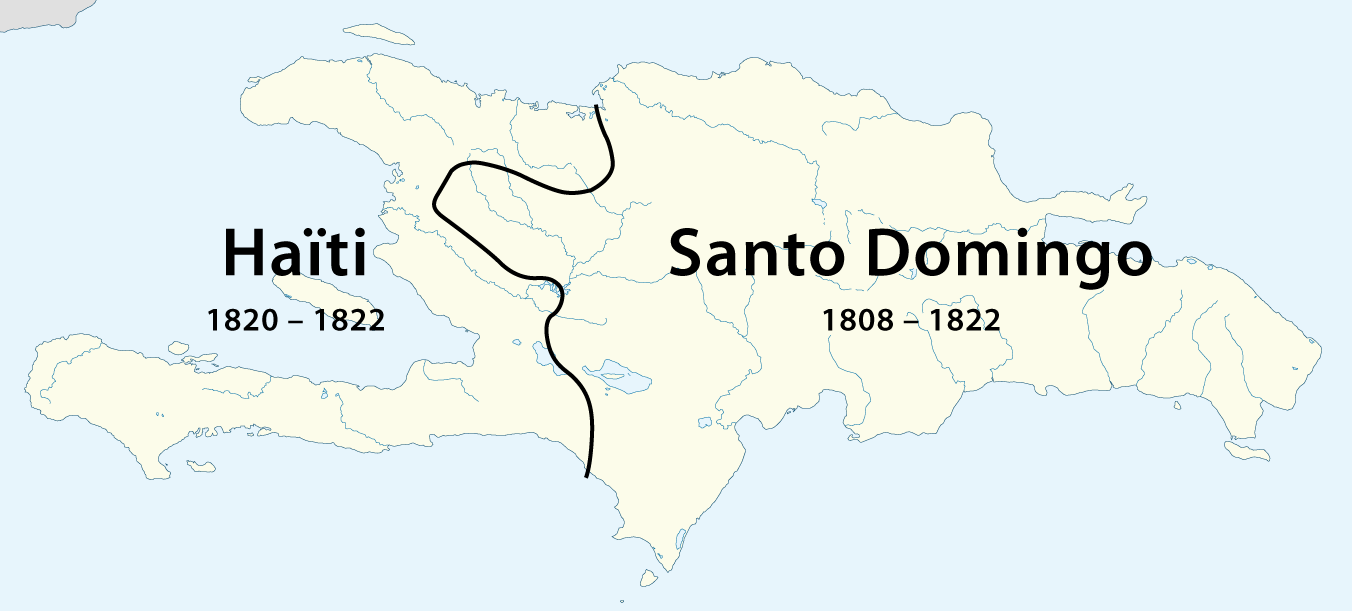
Santo Domingo antes de la anexión haitiana

Las autoridades españolas mostraron poco interés en su colonia restaurada, y el período siguiente se recuerda como la España Boba. Las grandes familias ganaderas como la del futuro terrateniente y presidente dominicano Pedro Santana llegaron a ser los líderes en el sureste, la "ley del machete" gobernó por un tiempo. El exgobernador y teniente José Núñez de Cáceres declaró la independencia de la colonia como el estado del Haití Español el 1 de diciembre de 1821, solicitando la admisión a la República de la Gran Colombia, pero las fuerzas de Haití dirigidas por Jean-Pierre Boyer ocuparon el país nueve semanas más tarde.
El 9 de febrero de 1822, Boyer entró formalmente en la capital, Santo Domingo, donde fue recibido por Núñez de Cáceres que le ofreció las llaves del palacio. Boyer rechazó la oferta diciendo: "No he venido a esta ciudad como un conquistador sino por la voluntad de sus habitantes".

## Ocupación haitiana (1822-1844)

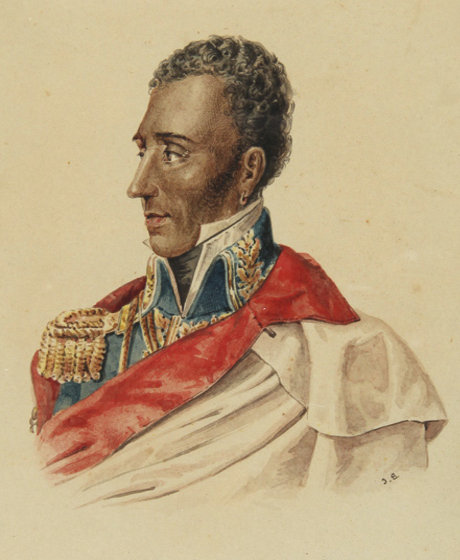
El presidente de Haití Jean-Pierre Boyer.

La ocupación haitiana de veintidós años que siguieron se recuerda por los dominicanos como un período de régimen militar brutal, aunque la realidad es más compleja. Se realizaron expropiaciones de tierras a gran escala y esfuerzos fallidos para obligar a la producción de cultivos de exportación, imponer el servicio militar, restringir el uso de la lengua española y eliminar las costumbres tradicionales, como las peleas de gallos. A los dominicanos se les reforzó la percepción de sí mismos como diferentes de los haitianos en "idioma, raza, religión y costumbres nacionales".
En 1822, Boyer implementó nuevamente la abolición de la esclavitud por segunda y última vez,  aunque persiste de alguna manera patriarcal y doméstica.
La constitución de Haití prohibió a los blancos ser propietarios de tierras, y las familias terratenientes importantes fueron privadas a la fuerza de sus propiedades. La mayoría emigró a las colonias españolas de Cuba y Puerto Rico, o hacia la independiente Gran Colombia, por lo general con el apoyo de funcionarios haitianos, quienes adquirieron sus tierras. Los haitianos, quienes asociaban la Iglesia católica con los amos franceses que los habían explotado antes de la independencia, confiscaron todos los bienes de la iglesia, todos los clérigos extranjeros deportados, y se cortaron los lazos con la clerecía restante en el Vaticano. La Universidad de Santo Domingo, la más antigua en el Hemisferio Occidental, careciendo de estudiantes, profesores y recursos, suspendió la docencia y no fue hasta que se consumió la independencia nacional en 1844 que reabrió sus puertas. Para recibir el reconocimiento diplomático de Francia, Haití se vio obligado a pagar una indemnización de 150 millones de francos a los antiguos colonos franceses, que se redujo posteriormente a 60 millones de francos, y debido a esto, Haití impuso pesados impuestos sobre la parte oriental de la isla. Dado que Haití no pudo suplir provisiones adecuadas para su ejército, las fuerzas de ocupación sobrevivieron en gran medida apoderándose o confiscando alimentos y suministros a punta de pistola.
Los intentos de redistribuir la tierra entraron en conflicto con el sistema de tenencia de la tierra comunal (terrenos comuneros), que había surgido con la economía ganadera, y los nuevos esclavos emancipados resentidos se ven obligados a producir cultivos comerciales bajo el Código Rural de Boyer. En las zonas rurales, la administración haitiana era por lo general demasiado ineficiente para hacer cumplir sus propias leyes. Fue en la ciudad de Santo Domingo que los efectos de la ocupación se sintieron con más fuerza, y fue allí donde el movimiento por la independencia tuvo su origen.

## Primera República (1844-1861)
En 1838, Juan Pablo Duarte fundó una sociedad secreta llamada "La Trinitaria" para sacudir el yugo haitiano que junto a sus múltiples colaboradores lograrán independizar la parte oriental de la isla. En 1843 se aliaron con un movimiento haitiano para derrocar a Boyer. Debido a sus pensamientos revolucionarios y lucha por la independencia dominicana, el nuevo presidente de Haití, Charles Rivière-Hérard, exilió y encarceló a los principales trinitarios. Al mismo tiempo, Buenaventura Báez, un exportador de caoba azuano y diputado en la Asamblea Nacional de Haití, estaba negociando con el Consulado General de Francia para el establecimiento de un protectorado francés. En una oportuna insurrección para adelantarse a Báez, el 27 de febrero de 1844, los Trinitarios declararon su Independencia de la República Dominicana, con el apoyo de Pedro Santana, un rico ganadero de El Seibo quien comandó un ejército privado de peones que trabajaban en sus tierras y que lucharon por la causa revolucionaria formando así junto a voluntarios patriotas el ejército independentista dominicano.

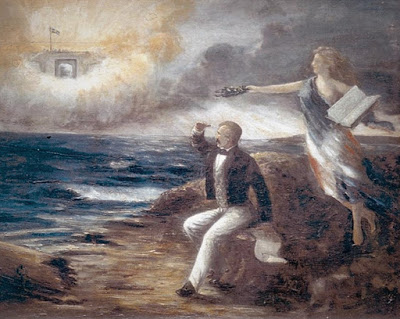
Juan Pablo Duarte contemplando el nacimiento de la República

La primera constitución de la República Dominicana fue aprobada el 6 de noviembre de 1844. Se incluyó una forma de gobierno presidencial con muchas tendencias liberales, pero se vio empañada por el artículo 210, impuesto por Pedro Santana en la Asamblea Constituyente por la fuerza, dándole los privilegios de una dictadura hasta que la guerra de independencia terminara. Estos privilegios no solo le sirvieron para ganar la guerra, sino también le permitió perseguir, ejecutar y conducir al exilio a sus opositores políticos, entre los que se encontraron Juan Pablo Duarte. 
Durante la primera década de independencia, Haití intentó varias invasiones para recuperar la parte oriental de la isla: en 1844, 1845, 1849 y 1855. Aunque cada una fue malograda, Santana siempre utilizaba la amenaza de la invasión haitiana como una justificación para la consolidación de sus poderes dictatoriales. Para la élite dominicana —en su mayoría propietarios de tierras, comerciantes y sacerdotes— la amenaza de la reconquista por el más poblado Haití fue suficiente para buscar la anexión a un poder exterior. Ofreciendo las aguas profundas del puerto de la bahía de Samaná como señuelo, en las siguientes dos décadas, las negociaciones se hicieron con Gran Bretaña, Francia, Estados Unidos y España para declarar un protectorado sobre el país. Sin carreteras adecuadas, las regiones de la República Dominicana se desarrollaron en forma aislada unas de otras.
En el sur, la economía estaba dominada por la ganadería (sobre todo en el sureste de la sabana) y el corte de caoba y otras maderas duras para la exportación. Esta región conservó un carácter semi-feudal, con poca agricultura comercial, la hacienda como unidad social dominante y la mayoría de la población vivía en un nivel de subsistencia. En el Valle del Cibao —los más ricos campos agrícolas de la nación— los campesinos complementaban sus cultivos de subsistencia con el cultivo del tabaco para la exportación, principalmente hacia Alemania. El tabaco requería menos tierra que la ganadería y se cultivaba principalmente por pequeños agricultores, quienes dependían de los comerciantes ambulantes para transportar sus cosechas a Puerto Plata y Montecristi.
Santana, enriqueciéndose a sí mismo y a sus seguidores, recurrió a múltiples impresiones de dinero inorgánico. En 1848, se vio obligado a dimitir, aunque alegó quebrantos de salud, y fue sucedido por su vicepresidente, Manuel Jimenes. Después de volver a dirigir las fuerzas dominicanas contra una nueva invasión haitiana en 1849, Santana marchó hacia Santo Domingo, deponiendo a Jimenes. A petición de éste, el Congreso eligió a Buenaventura Báez como presidente, pero Báez no estaba dispuesto a servir de títere de Santana, desafiando su papel como líder reconocido militar del país. En su primer mandato se tomaron por primera vez acciones ofensivas contra Haití. De inmediato se recuperaron la Isla Beata y Alto Velo.
El 4 de noviembre de 1849, la Infantería de Marina dominicana desembarcó en Saltrou, y se dispararon 50 tiros de cañón en apoyo a las fuerzas que desembarcaron en zona enemiga, quienes aniquilaron varios adversarios sin sufrir ninguna baja. Al día siguiente, desembarcaron en Anse-à-Pitre, donde incendiaron sus depósitos e instalaciones militares y cuyos defensores huyeron junto a la población, llena de temor, causado por el continuo bombardeo de los cañones de la flotilla dominicana. Luego continuaron rumbo a Los Cayos, encontrándose en las inmediaciones del puerto con una embarcación haitiana, la cual fue perseguida, alcanzada y hundida, con tres descargas de cañones; luego bombardearon las instalaciones y depósitos militares del pueblo de Los Cayos, sin tener que desembarcar sus tropas. Otra de las naves encontradas fue la Charite, la cual trató de escapar, pero el bergantín 27 de Febrero, al ser más ligero, la alcanzó y al abordaje, saltaron a cubierta desatándose una cruenta lucha "cuerpo a cuerpo" a bordo, cuyo desenlace resultaron 28 haitianos muertos, 20 prisioneros y heridos así como el barco confiscado. El 2 de enero de 1850, la flotilla dominicana fue por segunda vez a las costas de Haití; sorprendió el pueblo de Dame-Marie con un intenso bombardeo, destruyendo de inmediato el Fuerte River que lo defendía, desembarcando la Infantería de Marina, la cual enfrentó una débil resistencia de la guarnición militar destacada allí, en la que hubo algunos muertos y varios detenidos. Luego los marinos dominicanos destruyeron e incendiaron los depósitos de mercancías e instalaciones militares que habían sobrevivido el bombardeo.
El buen resultado de estas operaciones militares ayudó a afianzar la independencia. También durante ese periodo se inició una mediación de parte de Francia y Gran Bretaña, con el fin de obtener una tregua con Haití, en sus invasiones. Se logró una pequeña tregua y a inicios de 1851 se sentía un clima de paz que jamás se había visto en la joven república.
En 1853, Santana fue elegido presidente para su segundo mandato, lo que obligó a Báez a buscar el exilio. Tres años más tarde, después de malograr la invasión haitiana por última vez, negoció un tratado de arrendamiento de una porción de la península de Samaná con una compañía estadounidense; la oposición popular lo obligó a abdicar, lo que permitió que Báez regresara y tomara el poder. Con el tesoro nacional agotado, Báez imprimió dieciocho millones de pesos para la compra de la cosecha de tabaco de 1857 con esta moneda y exportándola por dinero en efectivo en beneficio de sí mismo y sus seguidores. Los plantadores de tabaco cibaeños, quienes se arruinaron cuando se produjo la inflación, se rebelaron, volviendo a recurrir a Santana quien se encontraba en el exilio, para liderar la rebelión. Después de un año de guerra civil, Santana tomó Santo Domingo y se instaló como presidente. Cabe destacar que el periodo de la Primera República se distinguió por las pugnas y la inestabilidad política en el naciente país.

## Anexión a España y Restauración (1861-1865)

### Anexión
Pedro Santana heredó un gobierno en bancarrota al borde del colapso. Habiendo fracasado en sus ofertas iniciales para asegurar la anexión a los EE. UU. o Francia, Santana inició negociaciones con la reina Isabel II de España y el capitán general de Cuba para volver la isla en una colonia española. La guerra civil estadounidense incapacitó a los Estados Unidos de hacer valer la "Doctrina Monroe". En España, el primer ministro Leopoldo O'Donnell abogó por renovar la expansión colonial, apoyó la idea anexionista llevando a cabo una campaña en el norte de Marruecos, que conquistó la ciudad de Tetuán. En marzo de 1861, Santana anexó oficialmente la República Dominicana a España.

### Restauración

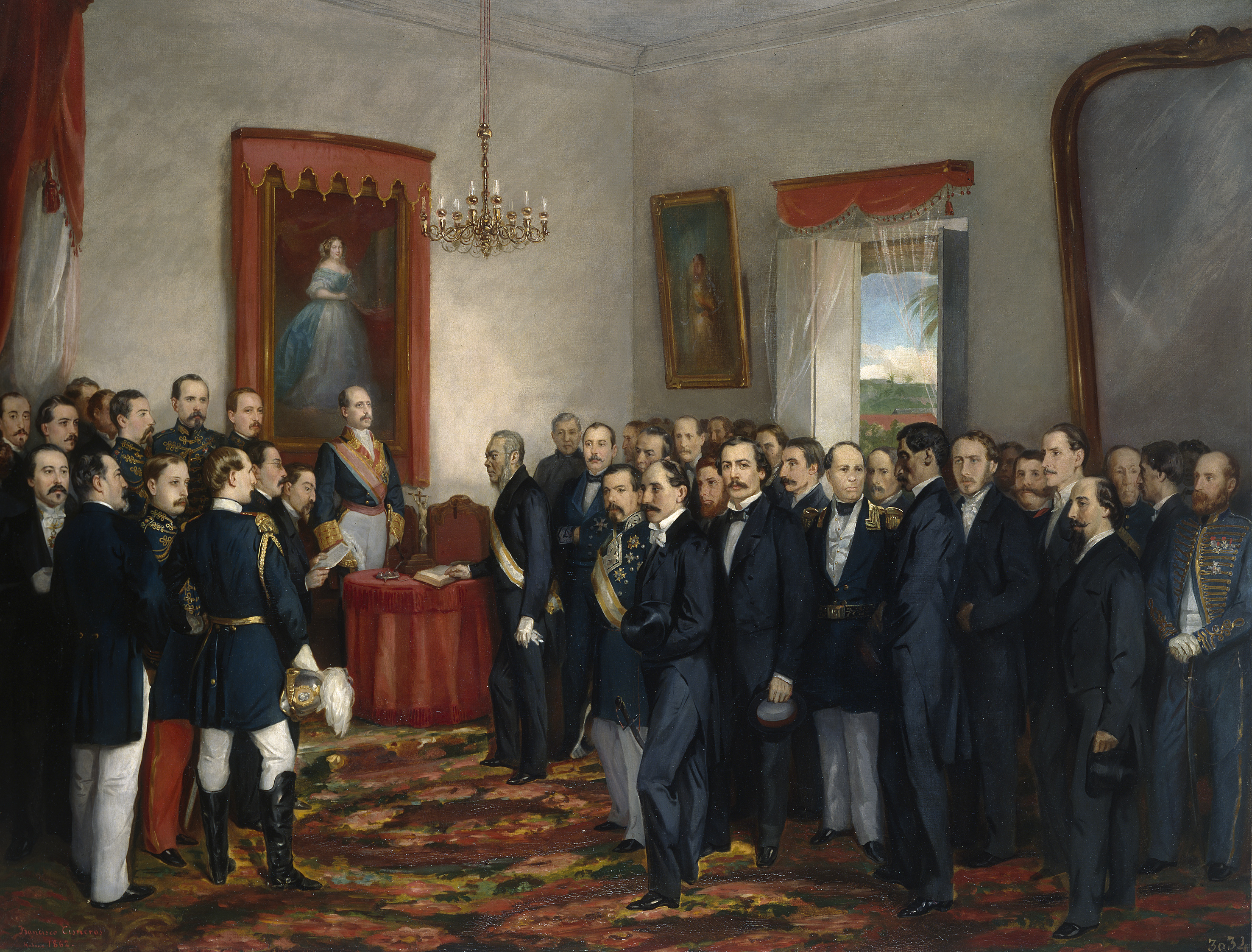
Pedro Santana jura como gobernador general de la nueva provincia española

Esta medida fue rechazada ampliamente. Una rebelión fue sofocada y luego otra invasión de Haití, encabezada por un dominicano rebelde, fue derrotada y su líder ejecutado. Santana inicialmente fue nombrado Capitán General de la nueva provincia española, pero pronto se hizo evidente que las autoridades españolas planeaban privarle de su poder, llevándolo a dimitir en 1862. El 16 de agosto de 1863, se inició una guerra nacional de restauración en Santiago, donde los rebeldes establecieron un gobierno provisional. La lucha se extendió por todas partes y durante los dos años siguientes se convirtió en una guerra social casi total. En la mayoría de las zonas, los combates implicaron el bloqueo de carreteras y el acceso a los ríos, evitando espacios abiertos e incluso combates cuerpo a cuerpo. En las ciudades más grandes, los rebeldes idearon trincheras para enfrentarse a regimientos de hasta cinco mil hombres, encabezados por destacados generales españoles y dominicanos por igual. Al principio, el general Santana, a quien la reina Isabel II le había otorgado el título de marqués de Las Carreras, estaba al mando de las fuerzas españolas que se oponían a los rebeldes, pero a pesar de su gran reputación, demostró ser incapaz de detener la marea.
Una vez producida la anexión, el ilustre General José María Cabral, oriundo de San Cristóbal, tomó parte principal en la guerra restauradora. Cabral había sido deportado en agosto de 1863 pues se tenía sospecha de su simpatía con los revolucionarios. Retornó al país en junio de 1864. Puesto que las tropas españolas habían desplegado una ofensiva considerable en el Sur, una de las respuestas del Gobierno Restaurador a esa ofensiva fue nombrar a Cabral jefe de operaciones en el Sur, contando con su conocimiento de la zona y su don de mando. Desde sus primeros días en la jefatura, comenzó Cabral a revertir la inferioridad en que se encontraban los dominicanos en el Sur. Logró además, sacar de circulación a Juan de Jesús Salcedo y a otros caudillos que protagonizaban escenas de saqueo. También impuso Cabral el orden en las formaciones militares.

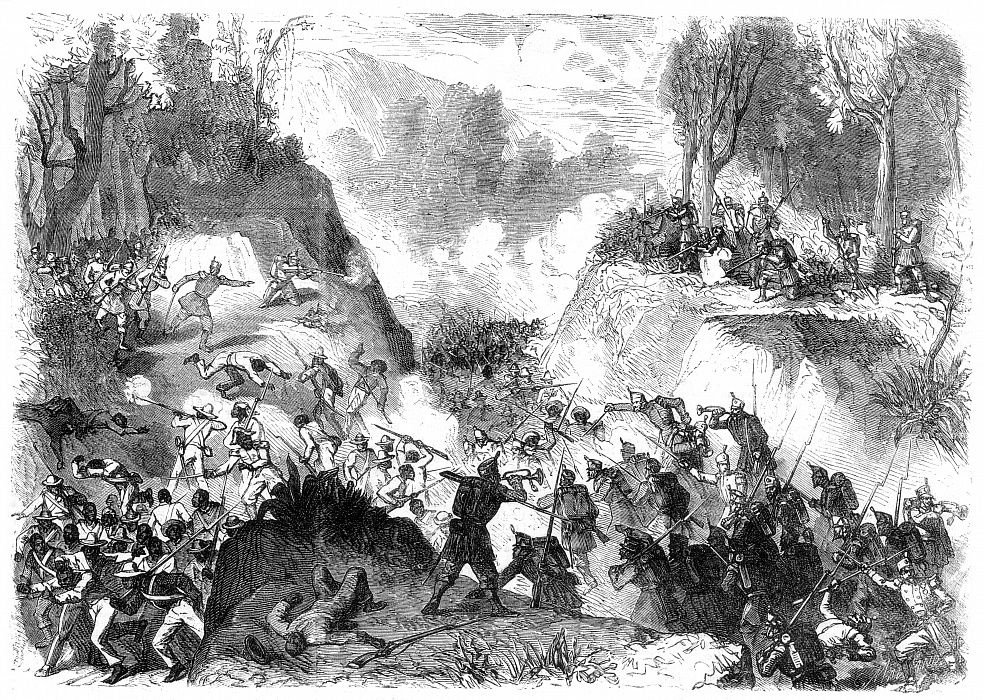
Soldados españoles desembarcando en Monte Cristi

Limitados a las grandes ciudades, el ejército español fue incapaz de derrotar la guerrilla o contener la insurrección, y sufrió fuertes pérdidas debido a la fiebre amarilla. Las autoridades coloniales españolas alentaron a la reina Isabel II a abandonar la isla, ya que veían la ocupación como una pérdida sin sentido de tropas y dinero. Sin embargo, los rebeldes se encontraban en un estado de desorden político, y fueron incapaces de presentar un conjunto coherente de demandas. El primer presidente del gobierno provisional, José Antonio Salcedo (aliado con Báez) fue depuesto por el general Gaspar Polanco, en septiembre de 1864, que, a su vez, fue depuesto por el general Antonio Pimentel tres meses después. Los rebeldes formalizaron su gobierno provisional por parte de la celebración de una convención nacional en febrero de 1865, que promulgó una nueva constitución, pero el nuevo gobierno ejerció poca autoridad sobre los caudillos guerrilleros de las distintas regiones, que fueron en gran medida independientes unos de otros. Incapaz de extraer concesiones de los rebeldes desorganizados, cuando la guerra civil estadounidense terminó en marzo de 1865, la reina Isabel II anuló la anexión y la independencia fue restaurada, con las últimas tropas españolas saliendo antes de julio.
El gobierno español llegó a desplegar una fuerza de 51 000 hombres y sus bajas ascendieron a 30 000.

## Segunda República (1865-1916)
Cuando los españoles partieron, la mayoría de las ciudades principales estaban en ruinas y la isla estaba dividida entre varias docenas de caudillos. José María Cabral controlaba la mayor parte de Barahona y el suroeste con el apoyo de los socios exportadores de caoba de Báez, mientras que el ganadero Cesáreo Guillermo reunió a una coalición de exgenerales "santanistas" en el sureste, y Gregorio Luperón controlaba la costa norte. Desde la retirada española para 1879, hubo 21 cambios de gobierno y por lo menos 50 levantamientos militares.
En el curso de estos conflictos, surgieron dos partidos. El "Partido Rojo" (conservador) representado por el ganadero del sur exportador de caoba, Buenaventura Báez, quien continuó buscando la anexión por una potencia extranjera. El "Partido Azul" (progresista), dirigido por Gregorio Luperón, representando a los agricultores de tabaco y comerciantes del Cibao y Puerto Plata de tendencia nacionalista y liberal en su orientación. 
Durante estas guerras, el reducido y corrupto ejército nacional fue superado en número por las milicias organizadas y mantenidas por los caudillos locales quienes se autoproclamaban gobernadores provinciales. Estas milicias fueron llenadas por agricultores, peones o trabajadores de las plantaciones sin tierras inculcados en el servicio militar quienes por lo general se dedicaban al bandolerismo cuando no había ninguna revolución.

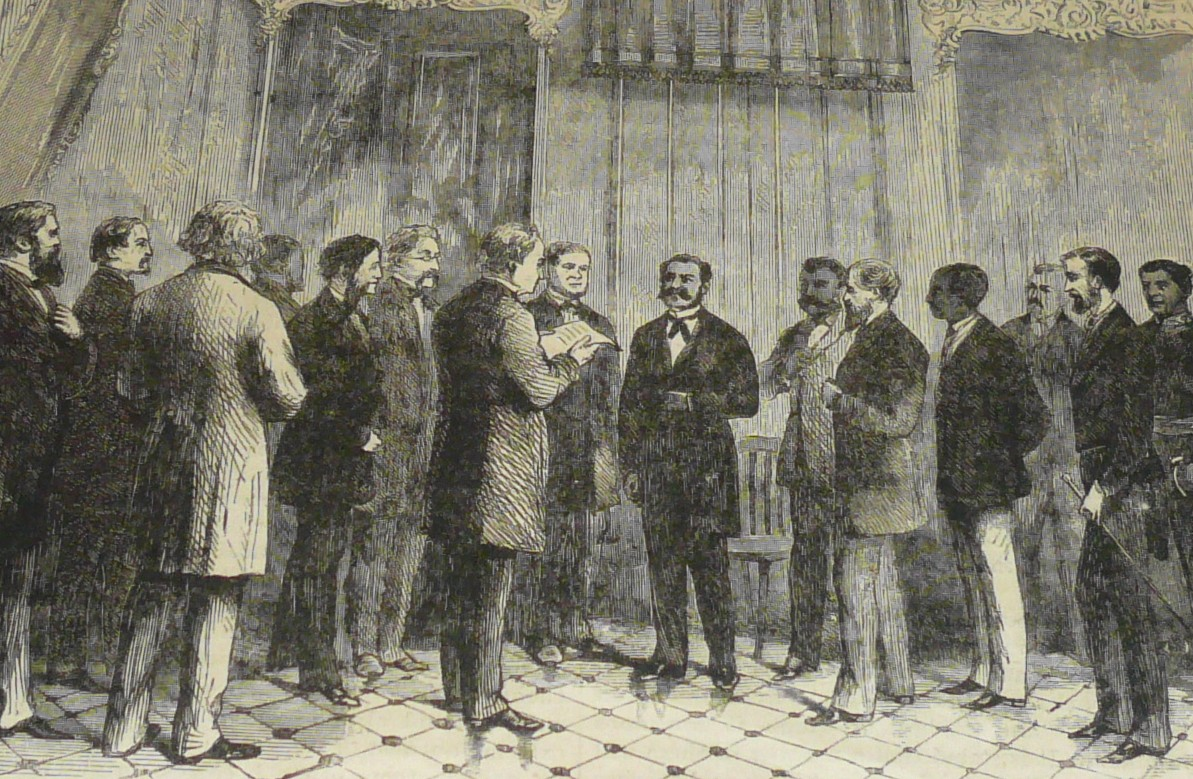
El Presidente Báez, quien estaba a favor de la anexión de República Dominicana a los Estados Unidos, recibiendo los comisionados enviados por el congreso estadounidense en 1871.

Alrededor de un mes de la victoria nacionalista, Cabral, cuyas tropas fueron las primeras en entrar en Santo Domingo, derrocó a Pimentel, pero unas semanas después, el general Guillermo encabezó una rebelión en apoyo a Báez, forzando a Cabral a dimitir y permitir a Báez volver a tomar la presidencia en octubre. Báez fue derrocado por los agricultores del Cibao bajo el mando de Luperón, líder del Partido Azul, en la primavera siguiente, pero los aliados de Luperón se volvieron el uno contra el otro y Cabral se reinstaló a sí mismo como presidente con un golpe de Estado en 1867. Después de llevarse varios "azulistas" a su gabinete los "rojos" se rebelaron, volviendo Báez al poder. En 1869, Báez negoció un tratado de anexión con los Estados Unidos. Con el apoyo del Secretario de Estado de los Estados Unidos, William H. Seward, quien esperaba establecer una Armada en Samaná, en 1871 el tratado fue anulado en el Senado de los Estados Unidos a través de los esfuerzos del senador abolicionista Charles Sumner.
En 1874, el gobernador de Puerto Plata y miembro del Partido Rojo Ignacio María González Santín, organizó un golpe de Estado en apoyo de una rebelión del Partido Azul, pero fue depuesto por los Azules dos años después. En febrero de 1876, Ulises Espaillat, respaldado por Luperón, fue nombrado presidente, pero diez meses más tarde las tropas leales a Báez lo retornaron al poder. Después de un año una nueva rebelión le permitió a González Santín tomar el poder, solo para ser depuesto por Cesáreo Guillermo en septiembre de 1878, que a su vez fue derrocado por Luperón, en diciembre de 1879. Gobernando el país desde su ciudad natal Puerto Plata, disfrutando de un auge económico debido a las exportaciones de tabaco hacia Alemania, Luperón promulgó una nueva Constitución estableciendo un límite de dos años de mandato presidencial mediante elecciones directas, suspendió el sistema semi-formal de sobornos e inició la construcción del primer ferrocarril del país, que une la ciudad de La Vega con el puerto de Sánchez en la bahía de Samaná.
La Guerra de los Diez Años en Cuba trajo plantadores de azúcar cubanos para el país en busca de nuevas tierras y seguridad por la insurrección que liberó a sus esclavos y destruyó sus propiedades. La mayoría se estableció en la llanura costera del sureste, y, con la asistencia del gobierno de Luperón, construyeron los primeros molinos de azúcar mecanizados de la nación. A ellos se unieron más tarde los italianos, los alemanes, los puertorriqueños y los estadounidenses en la formación del núcleo de la burguesía azucarera dominicana, casarse y formar familias prominentes para consolidar su posición social. Las interrupciones de la producción mundial causada por la Guerra de los Diez Años, la guerra civil estadounidense y la guerra franco-prusiana permitió a la República Dominicana convertirse en un importante exportador de azúcar. Durante las dos décadas siguientes, el azúcar superó al tabaco como el principal producto de exportación, mientras que los antiguos caseríos de pesca de San Pedro de Macorís y La Romana se transformaron en prósperos puertos. Para satisfacer su necesidad de un mejor transporte, más de 300 kilómetros de líneas privadas de ferrocarril fueron construidos por y para servir a las plantaciones de azúcar en 1897. Una caída de los precios en 1884 llevó a la congelación salarial, y una posterior escasez de mano de obra fue ocupada por inmigrantes trabajadores de la Islas de Sotavento, las Islas Vírgenes, San Cristóbal y Nieves, Anguila y Antigua (referidos por los dominicanos como "cocolos"). Estos negros de habla inglesa fueron a menudo víctimas de racismo, pero muchos permanecieron en el país, encontrando trabajo como estibadores y en las construcciones de ferrocarriles y en las refinerías de azúcar.
Una gran ola de sirios, libaneses y palestinos abandonó el Imperio otomano desde finales del siglo XIX hasta principios del siglo XX y se estableció en la República Dominicana. Los primeros árabes comenzaron a llegar en 1884. Los dominicanos se quejaban de que los árabes vivían una "subsistencia mundana y miserable". A los árabes a su llegada a la RD se los llamó "turcos malolientes con malos hábitos".

### Dictadura de Ulises Heureaux y posterior bancarrota
Aliándose con los intereses azucareros emergentes, la dictadura del general Ulises Heureaux, quien era conocido popularmente como "Lilís", trajo una estabilidad sin precedentes al país a través de un gobierno de mano dura que duró casi dos décadas. Hijo de padre haitiano y madre sainthomasana, Lilís se distinguió por ser el segundo presidente negro de los dominicanos, después de Luperón. Se desempeñó como presidente en los periodos 1882-1883, 1887 y 1889-1899, ejerciendo el poder a través de una serie de presidentes títeres cuando no ocupaba el cargo. La incorporación de los Rojos y los Azules en su gobierno, desarrolló una extensa red de espías e informantes para aplastar a la potencial oposición. Su gobierno emprendió una serie de grandes proyectos de infraestructura, incluyendo la electrificación de Santo Domingo, el comienzo del servicio telefónico y telegráfico, la construcción de un puente sobre el río Ozama, y la realización de un ferrocarril de vía única que uniendo a Santiago y Puerto Plata, financiado por la Westendorp Co. con sede en Ámsterdam.

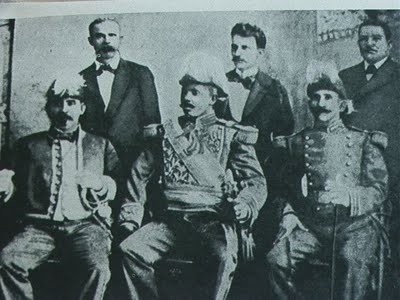
El dictador Ulises Heureaux junto a miembros de su gobierno, c. 1893.

La dictadura de Lilís fue dependiente de fuertes endeudamientos de bancos europeos y estadounidenses para enriquecerse, estabilizar la deuda existente, fortalecer el sistema de soborno, pagar por el ejército, financiación para el desarrollo de infraestructura y ayudar a establecer fábricas de azúcar. Sin embargo, los precios del azúcar experimentaron un fuerte descenso en las dos últimas décadas del siglo XIX. Cuando la Westendorp Co. se declaró en quiebra en 1893, se vio obligado a hipotecar las tasas aduaneras de la nación, la principal fuente de ingresos del gobierno, a una empresa financiera de Nueva York llamada San Domingo Improvement Co. (SDIC), la cual se hizo cargo de su contrato del ferrocarril y de las reclamaciones de sus tenedores de bonos europeos a cambio de dos préstamos, uno de $1.2 millones y otro de £2 millones. A medida que la deuda pública crecía se hizo imposible mantener su maquinaria política, Heureaux se basó en préstamos secretos de la SDIC, plantadores de azúcar y comerciantes locales. En 1897, con su gobierno prácticamente en bancarrota, Lilís imprime cinco millones de pesos inorgánicos, conocidos como "Las papeletas de Lilís", arruinando la mayoría de los comerciantes dominicanos e inspirando una conspiración que terminó en su asesinato. En 1899, cuando Lilís fue asesinado por los comerciantes de tabaco del Cibao que habían estado pidiendo un préstamo, la deuda nacional era más de $35 millones, quince veces el presupuesto anual.
Los seis años posteriores a la muerte de Lilís fueron testigos de cuatro revoluciones y cinco presidentes diferentes. Los políticos del Cibao, que habían conspirado contra Heureaux, Juan Isidro Jimenes, el más rico plantador de tabaco del país, y el general Horacio Vásquez, después de haber sido nombrados presidente y vicepresidente, cayeron rápidamente debido a la división del botín entre sus partidarios en jimenistas y horacistas. Las tropas leales a Vásquez derrocaron a Jimenes en 1903, pero Vásquez fue depuesto por el general jimenista Alejandro Woss y Gil, que tomó el poder por sí mismo. Los jimenistas derrocaron su gobierno, pero su líder, Carlos Morales Languasco, se negó a devolver el poder a Jimenes, aliándose con los horacistas, lo que conllevó a una nueva revuelta por sus aliados jimenistas traicionados.

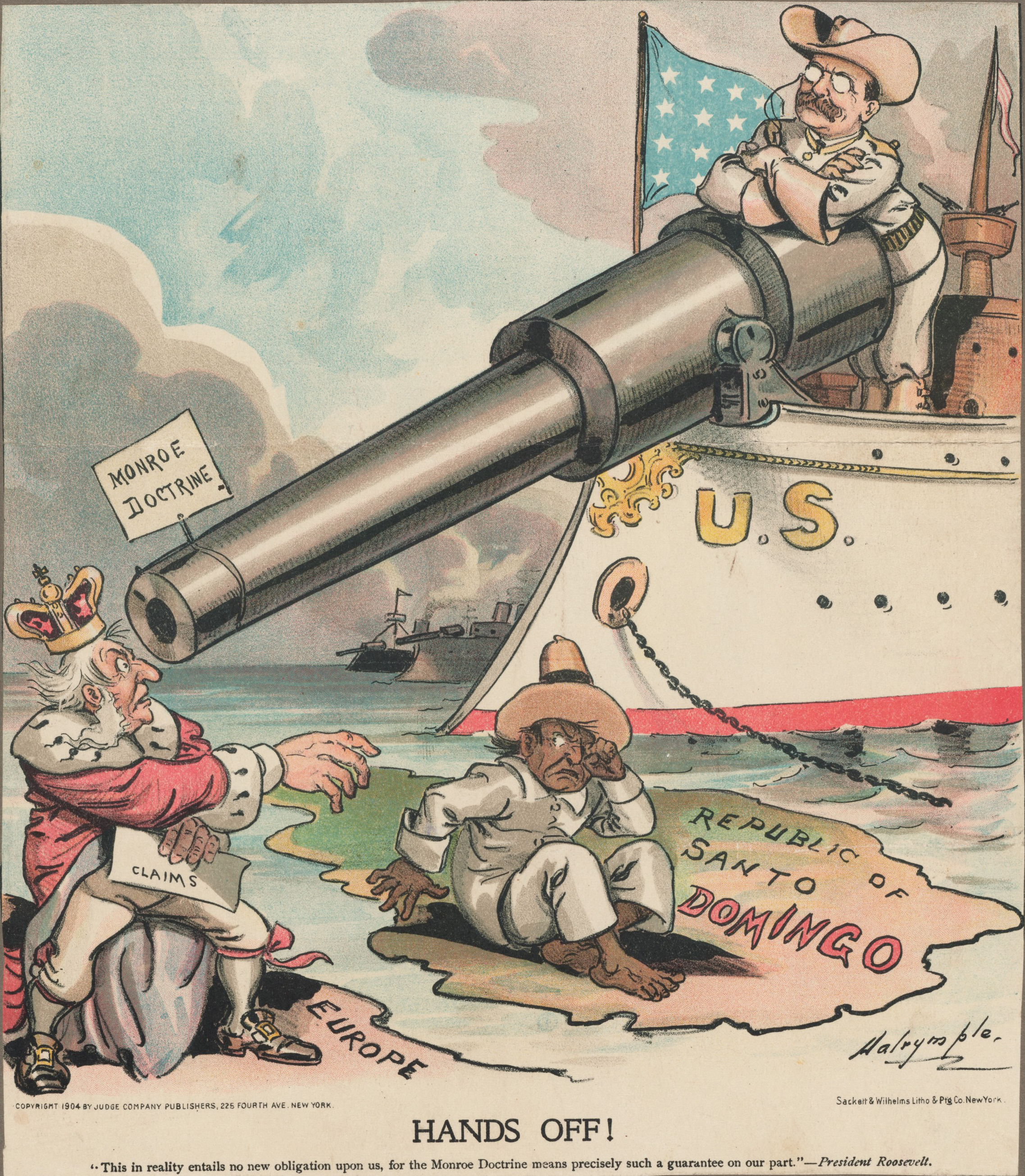
Caricatura política que representa a Theodore Roosevelt usando la Doctrina Monroe para mantener la República Dominicana "protegida" del dominio europeo.

Con la nación al borde de la rebeldía, Francia, Alemania, Italia y los Países Bajos enviaron buques de guerra a Santo Domingo para presionar en reclamo de sus compatriotas. Con el fin de anticiparse a la intervención militar, el presidente de estadounidense Theodore Roosevelt introdujo el Corolario Roosevelt a la Doctrina Monroe, declarando que Estados Unidos asumiría la responsabilidad de garantizar que las naciones de América Latina cumplieran con sus obligaciones financieras. En enero de 1905, en virtud de este corolario, los Estados Unidos asumieron la administración de las aduanas de la República Dominicana. Bajo los términos de este acuerdo, un Receiver General, nombrado por el presidente de los EE. UU., mantuvo el 55 % del total de ingresos para pagar a los demandantes extranjeros, mientras que remitió un 45 % al gobierno dominicano. Después de dos años, la deuda externa del país se redujo de $40 millones a $17 millones. En 1907, este acuerdo se convirtió en un tratado, transfiriendo el control de pagos de aduana a la Bureau of Insular Affairs de los EE. UU. y concediendo un préstamo de $20 millones de un banco de Nueva York como abono para reclamaciones pendientes, haciendo que los Estados Unidos sea el único acreedor extranjero de la República Dominicana. En 1905, el peso Dominicano fue reemplazado por el dólar de EE. UU.

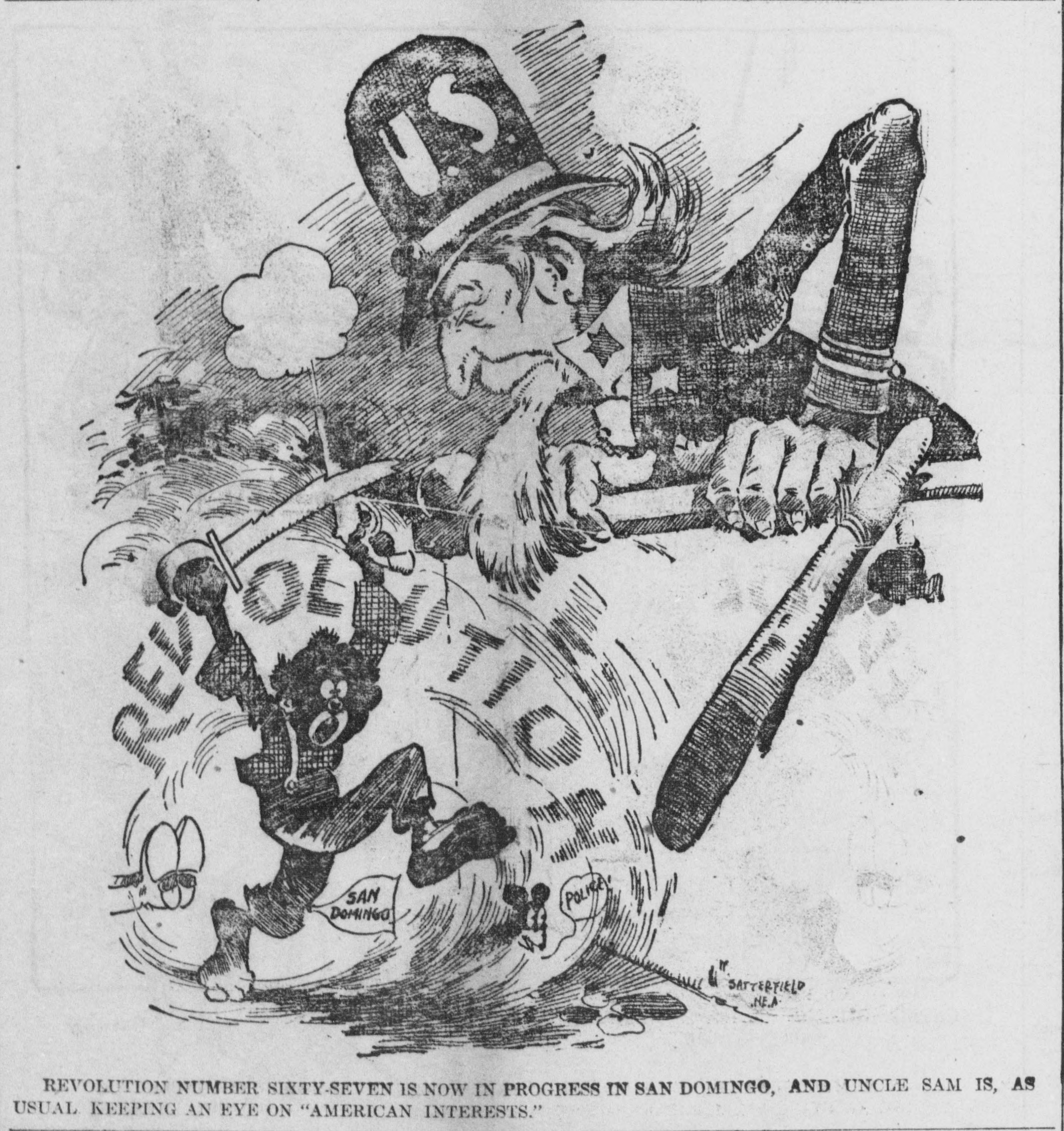
Caricatura sobre constantes revoluciones en República Dominicana

En 1906, Morales Languasco renunció y el horacista y vicepresidente Ramón Cáceres fue nombrado presidente. Después de suprimir una rebelión en el noroeste por el general jimenista Desiderio Arias, su gobierno trajo estabilidad política y crecimiento económico, con la ayuda de las nuevas inversiones estadounidenses en la industria del azúcar. Sin embargo, su asesinato en 1911, para el que Morales Languasco y Arias fueron indirectamente responsables, una vez más sumió a la república en el caos. Durante dos meses, el poder ejecutivo estaba en manos de una junta civil dominada por el jefe del ejército, el general Alfredo Victoria. El superávit de más de 4 millones de pesos dejado por Cáceres se gastó rápidamente para suprimir una serie de insurrecciones. Obligó al congreso a elegir a su tío, Eladio Victoria, como presidente, pero éste pronto fue sustituido por el Arzobispo Adolfo Alejandro Nouel. Después de cuatro meses, Nouel renunció, y fue sucedido por el horacista congresista José Bordas Valdez, quien aliado con Arias y los jimenistas mantuvieron el poder.
En 1913, Vásquez regresó del exilio en Puerto Rico para llevar una nueva rebelión. Durante la revolución, los barcos de la Armada de Estados Unidos intervinieron para detener el bombardeo de Puerto Plata por parte de facciones rebeldes. En junio de 1914, el presidente estadounidense Woodrow Wilson emitió un ultimátum para que las dos partes pongan fin a las hostilidades y acuerden un nuevo presidente, o los Estados Unidos impondrían uno. Después de la presidencia provisional de Ramón Báez, Jimenes fue elegido en octubre, y pronto se enfrentó a las nuevas demandas, incluyendo el nombramiento de un director estadounidense de obras públicas y asesor financiero y a la creación de una nueva fuerza militar al mando de oficiales de EE. UU. El Congreso Nacional rechazó estas demandas y comenzó el proceso de destitución contra Jimenes. Los Estados Unidos ocuparon Haití en julio de 1915, con la amenaza implícita de que la República Dominicana podría ser la próxima. El Ministro de Guerra de Jimenes, Desiderio Arias organizó un golpe de Estado en abril de 1916, proporcionando un pretexto para que los Estados Unidos ocuparan la República Dominicana.

## Primera ocupación estadounidense (1916-1924)

Ilustración de los marines estadounidenses arribando a Santo Domingo, 1916.

La Infantería de Marina de los Estados Unidos desembarcó en Santo Domingo el 15 de mayo de 1916. Antes de su llegada, Jimenes dimitió, negándose a ser sometido por ningún extranjero. El 1 de junio, los marines ocuparon Montecristi y Puerto Plata. El primer enfrentamiento importante se produjo el 27 de junio de 1916, en Las Trincheras, donde en 1864 los rebeldes dominicanos habían podido detener a un ejército español. Dos días después de la Batalla de Guayacanas, el 3 de julio de 1916, los marines se trasladaron a la fortaleza de Arias en Santiago de los Caballeros. Sin embargo, se evitó un encuentro militar cuando Arias llegó a un acuerdo con William B. Caperton para cesar la resistencia. El Congreso Nacional eligió al doctor Francisco Henríquez y Carvajal como presidente, pero en noviembre, después de que él se negó a satisfacer las demandas de EE. UU., Wilson anunció la imposición de un gobierno militar estadounidense, con el contralmirante Harry Shepard Knapp como Gobernador Militar. El gobierno militar estadounidense implementó muchas de las reformas institucionales llevadas a cabo en los Estados Unidos durante la Era Progresista (Progressive Era), incluyendo la reorganización del sistema tributario, contabilidad y administración, la expansión de la educación primaria, la creación de una fuerza de policía nacional para unificar el país, y la construcción de un sistema nacional de carreteras, incluida una carretera que uniría Santiago a Santo Domingo.

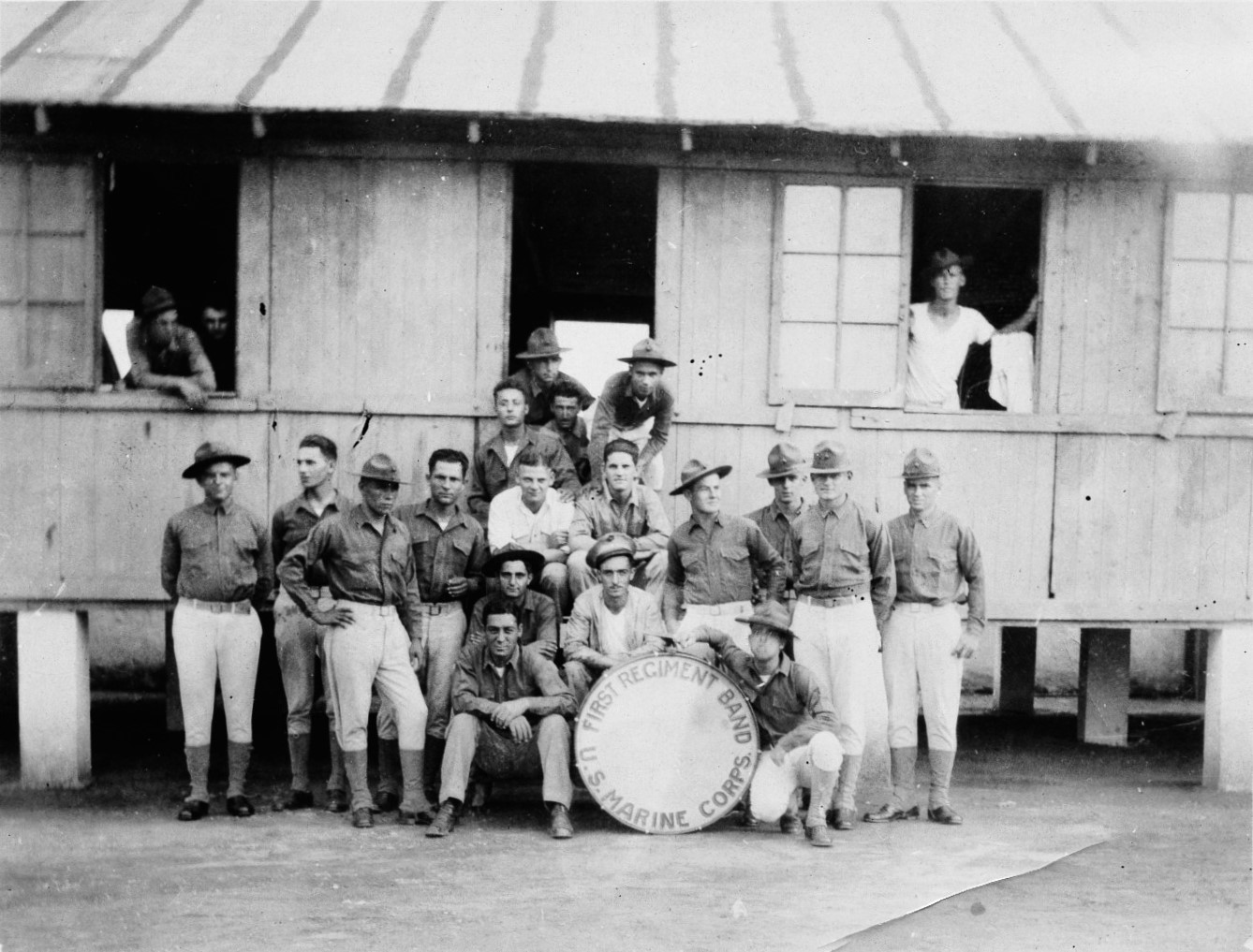
Marines de Estados Unidos durante la ocupación de República Dominicana

A pesar de las reformas, prácticamente todos los dominicanos resentían la pérdida de su soberanía a los extranjeros, algunos de los cuales hablaban español o que mostraban verdadera preocupación por el bienestar de la nación, y el gobierno militar, incapaz de ganar el respaldo de cualquiera de los prominentes líderes políticos dominicanos, impuso leyes estrictas y encarcelaba a los críticos de la ocupación. En 1920, las autoridades de los EE. UU. promulgaron una Ley de Registro de Tierras, la cual desarticuló los terrenos comuneros y miles de campesinos desposeídos carecían de títulos formales sobre las tierras que ocupaban, mientras legalizaban títulos falsos en poder de las compañías azucareras. En el sureste, los campesinos desposeídos formaron bandas armadas, llamados gavilleros, librando una guerra de guerrillas que se prolongó hasta la duración de la ocupación, con la mayoría de los combates en Hato Mayor y El Seibo.
Para 1921, los principales grupos guerrilleros habían sido derrotados, sufriendo un total de casi 3000 muertos. En el valle de San Juan, cerca de la frontera con Haití, los seguidores de un curandero vudú llamado Liborio, resistieron a la ocupación y ayudaron a los cacos haitianos en su guerra contra los estadounidenses, hasta su muerte en 1922. Sin embargo, su movimiento Liborista siguió vivo, manteniendo una gran comuna en Palma Sola. Sin embargo, la persecución de sus seguidores continuó y resultó en la masacre de Palma Sola en 1962. Alrededor de 600 personas murieron como resultado de un ataque con napalm llevado a cabo por el gobierno dominicano.
El principal legado de la ocupación fue la creación de un Cuerpo Nacional de Policía, utilizado por los infantes de marina para ayudar a luchar contra las diferentes guerrillas, y más tarde el vehículo principal para el ascenso de Rafael Leónidas Trujillo.
En lo que se conoce como "la danza de los millones", con la destrucción de las producciones europeas de remolacha azucarera durante la Primera Guerra Mundial, el precio de la azúcar llegó a su nivel más alto en la historia, de 5.50 dólares en 1914 a $22.50 por libra en 1920. Las exportaciones dominicanas de azúcar aumentaron de 122 642 toneladas en 1916 a 158 803 toneladas en 1920, ganando un récord de 45.3 millones de dólares. Sin embargo, la producción europea de remolacha azucarera se recuperó rápidamente, lo que, junto con el crecimiento de la producción mundial de caña de azúcar, saturó el mercado mundial, haciendo que los precios cayeran en picada a solo 2.00 dólares a finales de 1921. Esta crisis llevó a muchos de los plantadores de azúcar locales a la quiebra, lo que permitió a grandes conglomerados de EE. UU. dominar la industria azucarera. En 1926, solo veintiuna propiedades principales se mantuvieron, ocupando unos 520 000 acres (2100 km²). De estos, doce empresas de propiedad estadounidense eran dueñas de más del 81 % de la superficie total. Mientras que los plantadores extranjeros que habían construido la industria azucarera integrada en la sociedad dominicana, estas corporaciones expatriaron sus beneficios a los Estados Unidos. Como los precios bajaron, las plantaciones de azúcar cada vez más dependían de los trabajadores haitianos. Esto se vio facilitado por la introducción de contrato de trabajo regulado por parte del gobierno militar, el crecimiento de la producción de azúcar en el suroeste, cerca de la frontera con Haití, y una serie de huelgas llevadas a cabo por los cocolos cortadores de caña organizado por la "Universal Negro Improvement Association".
En las elecciones presidenciales de 1920 en los Estados Unidos, el candidato republicano Warren Harding, criticó la ocupación y prometió una eventual retirada de los EE. UU. Mientras que Jimenes y Vásquez solicitaban concesiones de los Estados Unidos, el colapso de los precios del azúcar desacreditó el gobierno militar y dio lugar a una nueva organización política nacionalista, la Unión Nacional Dominicana, liderada por el Dr. Henríquez y Carvajal desde el exilio en Santiago de Cuba, el cual exigió la retirada incondicional. Formaron alianzas con los nacionalistas frustrados en Puerto Rico y Cuba, así como con los críticos de la ocupación en los propios Estados Unidos, más notablemente con The Nation y la Haiti-San Domingo Independence Society. En mayo de 1922, un abogado dominicano, Francisco J. Peynado, fue a Washington y negoció lo que se conoce como el Plan Hughes-Peynado. Se estipuló el establecimiento inmediato de un gobierno provisional en espera de las elecciones, la aprobación de todas las leyes promulgadas por el gobierno militar de EE. UU., y la continuación del tratado de 1907 hasta que todas las deudas externas de la República Dominicana hubieran sido saldadas. El 1 de octubre, Juan Bautista Vicini Burgos, el hijo de un rico inmigrante italiano plantador de azúcar, fue nombrado presidente provisional, y comenzó el proceso de retirada de los EE. UU.

## Tercera República (1924-1965)

### Gobierno de Horacio Vásquez
La ocupación estadounidense terminó en 1924, con un gobierno elegido democráticamente bajo la presidencia de Horacio Vásquez. En un esfuerzo por conservar el poder de sus seguidores, en 1927, Vásquez extendió su mandato de cuatro a seis años. Había una base jurídica discutible para el cambio, el cual fue aprobado por el Congreso, pero su efectiva promulgación invalidaba la constitución de 1924 que Vásquez había jurado defender. La Gran Depresión redujo los precios del azúcar a menos de $1 por libra. Las elecciones estaban previstas para mayo de 1930, pero de la forma que Vásquez había extendido su periodo presidencial creó suspicacias sobre la imparcialidad de las elecciones. En febrero, fue proclamada una revolución en Santiago por un abogado llamado Rafael Estrella Ureña. Cuando el comandante de la Guardia Nacional Dominicana (la actual Policía Nacional creada bajo la ocupación), Rafael Leónidas Trujillo, ordenó a sus tropas a permanecer en sus cuarteles, el enfermo y envejeciente Vásquez se vio obligado a exiliarse y a proclamar a Estrella presidente provisional. En mayo, Trujillo fue elegido con el 95 % de los votos, habiendo utilizado al ejército para acosar e intimidar al personal electoral y a sus posibles opositores. Después de su toma de posesión en agosto, a petición suya, el Congreso Dominicano proclamó el comienzo de la "Era de Trujillo".

### La "Era de Trujillo" (1930-1961)
Rafael Leónidas Trujillo estableció el control político absoluto con severa represión de los derechos humanos nacionales, mientras que fomentaba el desarrollo económico (del que sobre todo él y sus partidarios se beneficiaron). Trujillo utilizó su partido político, el Partido Dominicano, como un sello gomígrafo de sus decisiones. La verdadera fuente de su poder fue la Guardia Nacional, la institución más grande, mejor armada, y la más centralmente controlada que cualquier fuerza militar en la historia de la nación. Al disolver las milicias regionales, eliminar los infantes de marina (la principal fuente de potencial oposición), convirtiendo la Guardia Nacional en un virtual monopolio del poder. El régimen de Trujillo se preocupó por expandir la Guardia Nacional como una de las mayores fuerzas militares de América Latina, por 1940, el gasto militar dominicano fue del 21 % del presupuesto nacional. Al mismo tiempo, desarrolló un elaborado sistema de agencias de espionaje. A finales de 1950, hubo al menos siete categorías de agencias de inteligencia, espiándose una con otra, así como al pueblo. Todos los ciudadanos eran obligados a llevar tarjetas de identificación y los pases de buena conducta de la policía secreta. Obsesionado con la adulación, Trujillo promovió un culto a su extravagante personalidad. Cuando un huracán azotó Santo Domingo en 1930, matando a más de 3000 personas, Trujillo reconstruyó la ciudad y la bautizó como "Ciudad Trujillo", además cambió el nombre de la montaña más alta del país y del Caribe, el Pico Duarte por "Pico Trujillo". Más de 1800 estatuas de Trujillo fueron construidas, y todos los proyectos de obras públicas requerían tener una placa con la inscripción "Era de Trujillo, Benefactor de la Patria".

Como las fincas azucareras se dirigieron a Haití para contratar trabajadores migrantes estacionarios, incrementando el asentamiento en la República Dominicana de manera permanente, el censo de 1920, llevado a cabo por el gobierno estadounidense de ocupación, dio un total de 28 258 haitianos viviendo en el país; para 1935 hubo 52 657 haitianos.
En octubre de 1937, Trujillo ordenó la masacre de 14 000 a 40 000 haitianos, alegando que los exiliados haitianos en República Dominicana estaban conspirando para derrocar su régimen (aunque se le atribuye la ley del ojo por ojo, tratando de cobrarse las masacres hechas por Haití al país en épocas anteriores).[cita requerida] Este evento más tarde se conoció como "El Corte". La masacre fue recibida con críticas internacionales. El asesinato fue el resultado de una nueva política de Trujillo llamada "dominicanización de la frontera". Los nombres de lugares a lo largo de la frontera fueron cambiados de creole y francés al español, la práctica del vudú fue declarada ilegal, se impusieron cuotas sobre el porcentaje de trabajadores extranjeros que las empresas podían contratar, y se aprobó una ley que impedía a los trabajadores haitianos permanecer en el país después de la cosecha de azúcar. En 1938, miles más de haitianos fueron deportados por la fuerza y cientos fueron masacrados.
Aunque Trujillo trató de emular al Generalísimo Francisco Franco, dio la bienvenida a los refugiados republicanos españoles tras la guerra civil española. Durante el Holocausto en la Segunda Guerra Mundial, la República Dominicana dio asilo en muchos judíos que escapaban de Hitler que habían sido rechazados por otros países. Estas decisiones surgieron de una política de blanquismo, estrechamente relacionada con la xenofobia anti-haitiana, que trataba de agregar más blancos a la población dominicana mediante el fomento de la inmigración procedente de Europa. En el marco de la Política de buena vecindad, en 1940, el Departamento de Estado de los Estados Unidos firmó un tratado con Trujillo renunciando al control de aduanas de la nación. Cuando los japoneses atacaron Pearl Harbor, Trujillo siguió los pasos de los Estados Unidos declararándole la guerra a las Potencias del Eje, a pesar de que había profesado abiertamente su admiración por Hitler y Mussolini. Durante la Guerra Fría, Trujillo mantuvo lazos estrechos con los Estados Unidos, declarándose a sí mismo como el "anticomunista número uno" del mundo y convirtiéndose en el primer presidente de América Latina en firmar un Convenio de Asistencia de Mutua Defensa con los Estados Unidos.
Poco después del final de la Segunda Guerra Mundial, Trujillo construyó una fábrica de armas en San Cristóbal. Fabricaba granadas de mano, pólvora, dinamita, revólveres, rifles automáticos, carabinas, metralletas, ametralladoras ligeras, antitanques y municiones. Además, se produjeron algunas cantidades de morteros y bombas aéreas y se reconstruyó la artillería ligera.
Trujillo y su familia establecieron un cuasi-monopolio sobre la economía nacional. En el momento de su muerte, había acumulado una fortuna de alrededor de $800 millones, él y su familia poseían un 50-60 por ciento de las tierras cultivables, alrededor de 700 000 acres (2800 km²), y las empresas de propiedad de Trujillo el 80 % de la actividad comercial en la capital. Explotó el sentimiento nacionalista para comprar la mayoría de las plantaciones de azúcar de la nación y refinerías de las corporaciones de EE. UU.; operó un monopolio en el comercio de sal, arroz, leche, cemento, tabaco, café, y las aseguradoras; se apropió de dos grandes bancos, varios hoteles, de las instalaciones portuarias, la línea aérea y una línea de transporte marítimo; descontó el 10 % de los sueldos de todos los empleados públicos (supuestamente para su partido), y recibió una porción de los ingresos de la prostitución. La Segunda Guerra Mundial trajo una mayor demanda de las exportaciones dominicanas, y la década de 1940 y principios de 1950 fueron testigo de un crecimiento económico y de una expansión considerable de la infraestructura nacional. Durante este período, la capital pasó de ser solo un centro administrativo para el centro nacional de transporte marítimo y la industria, aunque era pura "coincidencia" que por las nuevas carreteras a menudo se llevaban las plantaciones y las fábricas de Trujillo, y los nuevos puertos beneficiaban el envío de exportación de las empresas de Trujillo.
La mala administración y la corrupción dieron lugar a grandes problemas económicos. A finales de la década de 1950, la economía se estaba deteriorando a causa de una combinación de exceso de gastos en un festival para celebrar el 25 aniversario del régimen, un gasto excesivo para la compra de molinos de azúcar y plantas de electricidad privadas, y una decisión de hacer una gran inversión en la producción de azúcar estatal resultó económicamente un fracaso. 

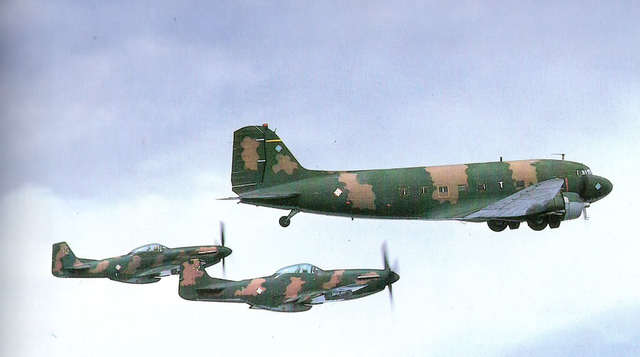
Escuadrilla de aviones de la Aviación Militar Dominicana

A lo largo de los años 50 la República Dominicana tuvo la fuerza aérea más poderosa del Caribe y posiblemente de América Latina, solo superada por Estados Unidos, gracias a la obsesión de Trujillo por el poder. En su apogeo, los cientos de aviones, inicialmente piloteados por mercenarios estadounidenses y brasileños y mantenidos por mecánicos suecos, tenían la capacidad teórica de alcanzar y bombardear La Habana en 3 horas y conquistar Haití por completo en 24.
El 19 de junio de 1949, un avión que transportaba a rebeldes dominicanos de Guatemala fue interceptado y destruido por los guardacostas dominicanos en Luperón, en la costa norte. Diez años después, el 14 de junio de 1959, aproximadamente doscientos exiliados dominicanos y revolucionarios cubanos lanzaron una invasión de la República Dominicana desde Cuba con la esperanza de derrocar al régimen de Trujillo. Los invasores fueron masacrados apenas unas horas después de haber desembarcado.
Trujillo intentó intervenir en asuntos de otras naciones latinoamericanas, junto con los dictadores Anastasio Somoza García (Nicaragua) y Marcos Pérez Jiménez (Venezuela). Apoyó la invasión de Rafael Ángel Calderón Guardia a Costa Rica en 1955. Trujillo hizo alianzas tácticas con poderosos delincuentes estadounidenses. Valoró el apalancamiento que le dieron para extender sus campañas contra enemigos políticos en los Estados Unidos. En 1935, un hombre armado irrumpió en un departamento de la ciudad de Nueva York y mató a Sergio Bencosme, antiguo ministro del Interior de la República Dominicana. En 1952, Andrés Requena, editor de un periódico anti-Trujillo, fue asesinado a tiros en otro departamento de Manhattan. En 1956, los agentes de Trujillo en Nueva York mataron a Jesús Galíndez, un exiliado vasco que había trabajado para Trujillo, pero que más tarde denunció el régimen de Trujillo y lo había puesto en la opinión pública en los Estados Unidos.
En agosto de 1960, la Organización de Estados Americanos (OEA) impuso sanciones diplomáticas contra la República Dominicana como resultado de la complicidad de Trujillo en un intento de asesinar al presidente venezolano Rómulo Betancourt. Ante el temor de que el país se podría unir en contra de Trujillo y ser sustituido por los comunistas, la CIA ayudó a un grupo de disidentes dominicanos para asesinar a Trujillo en una persecución automovilística camino a su casa de campo cerca de San Cristóbal el 30 de mayo de 1961.
Las sanciones se mantuvieron en vigor después del asesinato de Trujillo. Su hijo Ramfis asumió el control de facto, pero fue depuesto por sus dos tíos, después de una disputa sobre la posible liberalización del régimen. En noviembre de 1961 surge el levantamiento militar de la "Rebelión de los Pilotos" y la familia Trujillo se vio obligada a exiliarse, huyendo a España, y el hasta ese momento presidente títere Joaquín Balaguer asumió el poder definitivo.

## La inestabilidad post-dictadura (1962-1964) y segunda ocupación estadounidense (1965)
Ante la insistencia de los Estados Unidos, Balaguer se vio obligado a compartir el poder con un Consejo de Estado conformado por siete miembros, establecido el 1 de enero de 1962, e incluyendo moderados miembros de la oposición. Las sanciones de la OEA se levantaron el 4 de enero, y, después de un intento de golpe de Estado, Balaguer, renunció y se marchó al exilio el 16 de enero. El reorganizado Consejo de Estado, bajo la presidencia de Rafael Filiberto Bonnelly encabezó el gobierno dominicano hasta que pudieran celebrarse elecciones. Estas elecciones, en diciembre de 1962, fueron ganadas por Juan Bosch, un erudito y cuentista que había fundado en el exilio al opositor Partido Revolucionario Dominicano (PRD), durante los años de Trujillo. Sus políticas de izquierda, incluyendo la redistribución de tierras, la nacionalización de determinada participación extranjera, y los intentos llevar a los militares bajo el control civil, irritó a los oficiales militares, la jerarquía católica, y a la clase alta, que temían "otra Cuba". En septiembre de 1963, Bosch fue derrocado por un golpe militar de derecha encabezado por el coronel Elías Wessin y Wessin y fue reemplazado por una junta militar de tres hombres. Bosch fue al exilio en Puerto Rico.
Más tarde, un triunvirato civil estableció supuestamente una dictadura de facto hasta el 16 de abril de 1965, cuando la creciente insatisfacción generó otra rebelión militar el 24 de abril de 1965 que exigía la restauración de Bosch. Los insurgentes, oficiales reformistas civiles y combatientes leales a Bosch al mando del coronel Francisco Caamaño, y que se hacían llamar los constitucionalistas, efectuaron un golpe de Estado, tomando el palacio nacional. Inmediatamente, las fuerzas militares conservadoras, encabezadas por Wessin y Wessin y quienes se hacían llamar leales, respondieron con ataques de tanques y bombardeos aéreos contra Santo Domingo.
El general Wessin y Wessin comenzó un avance de tanques sobre la capital el 27 de abril de 1965. Las fuerzas leales recuperaron el control de segmentos de la capital (incluido el palacio), pero fueron rechazados en la Batalla del Puente Duarte y diezmados por los ataques rebeldes.
El 28 de abril de 1965, los militares del ejército anti-boschistas solicitaron la intervención militar de EE. UU. y las fuerzas de EE. UU. desembarcaron, ostensiblemente para proteger a los ciudadanos estadounidenses y evacuar a otros ciudadanos extranjeros. En lo que fue inicialmente conocido como Operation Power Pack, 23 000 soldados estadounidenses fueron enviados a la República Dominicana.
Denegando la victoria militar, los rebeldes "constitucionalistas" rápidamente formaron un Congreso constitucionalista eligiendo a Caamaño presidente del país. Los Funcionarios estadounidenses se opusieron y apoyaron general Antonio Imbert Barrera. El 7 de mayo, Imbert Barrera fue juramentado como presidente del llamado Gobierno de Reconstrucción Nacional. El siguiente paso en el proceso de estabilización, según lo previsto por Washington y la OEA, fue arreglar un acuerdo entre el presidente Caamaño, y el presidente Imbert Barrera para formar un gobierno provisional comprometido a elecciones anticipadas. Sin embargo, Caamaño se negó a reunirse con Imbert hasta que varios de los oficiales leales, incluyendo Wessin y Wessin, se hicieron para salir del país.
El 13 de mayo el general Imbert comenzó la "Operación Limpieza" y sus fuerzas tuvieron éxito en la eliminación de focos de resistencia rebelde fuera de Ciudad Nueva y en censurar a Radio Santo Domingo. La Operación Limpieza  terminó el 21 de mayo.

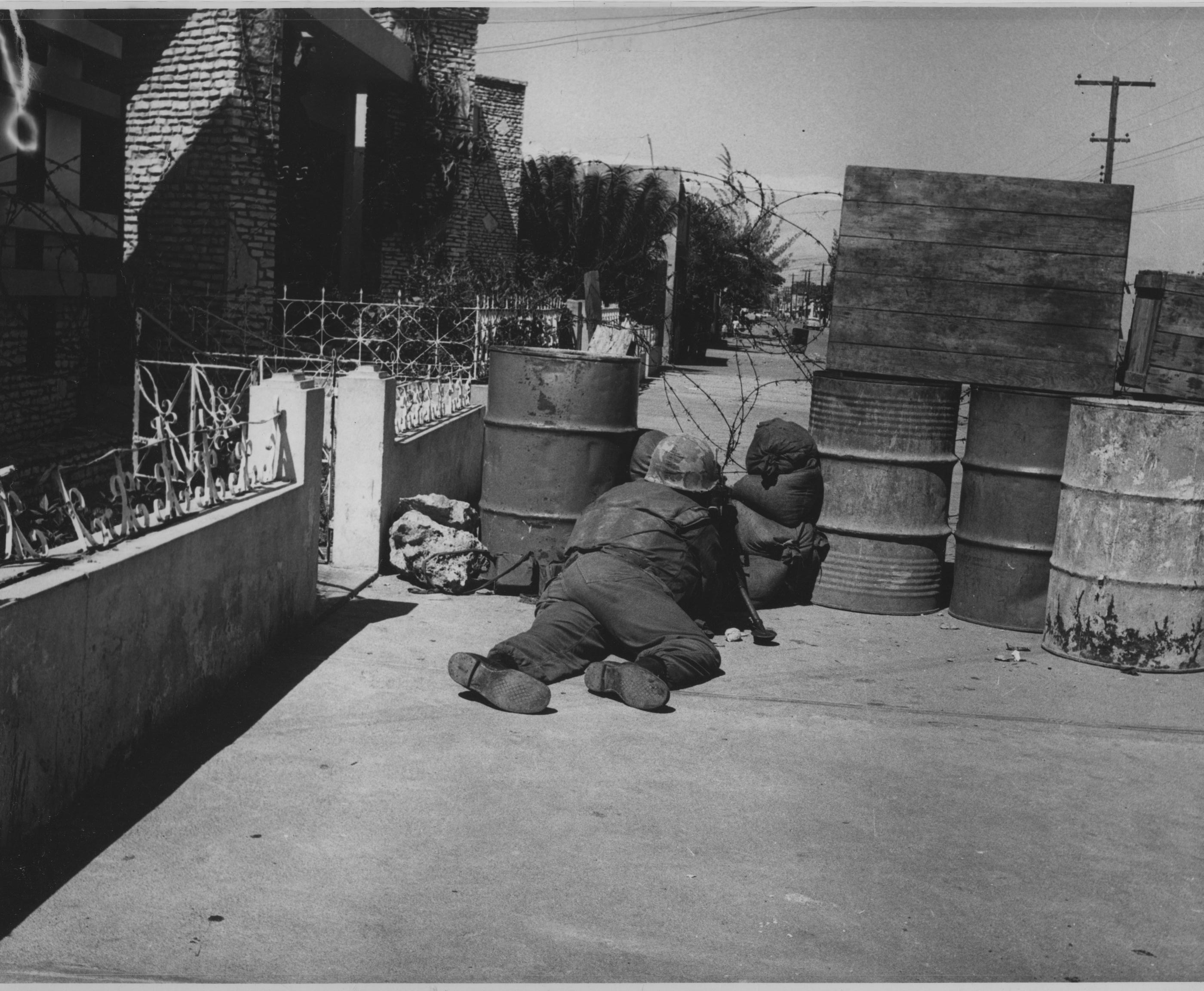
Un infante de marina monitorea la actividad desde una barricada en las calles de Santo Domingo

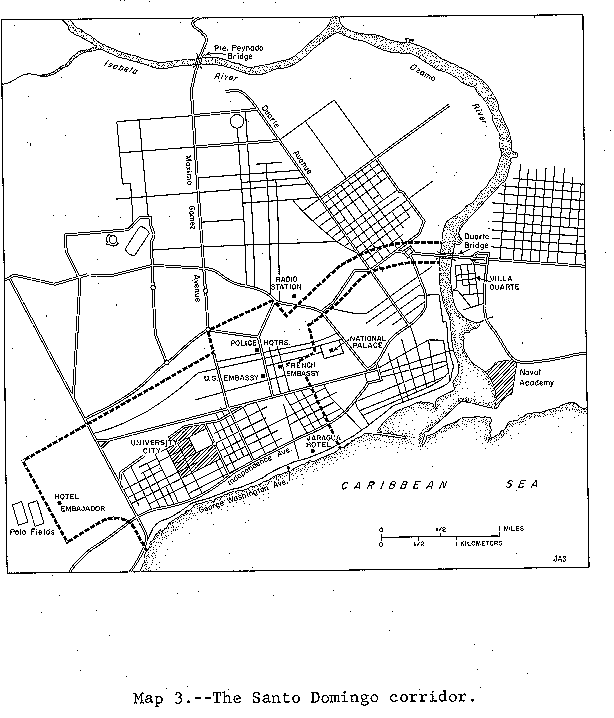
Corredor de seguridad

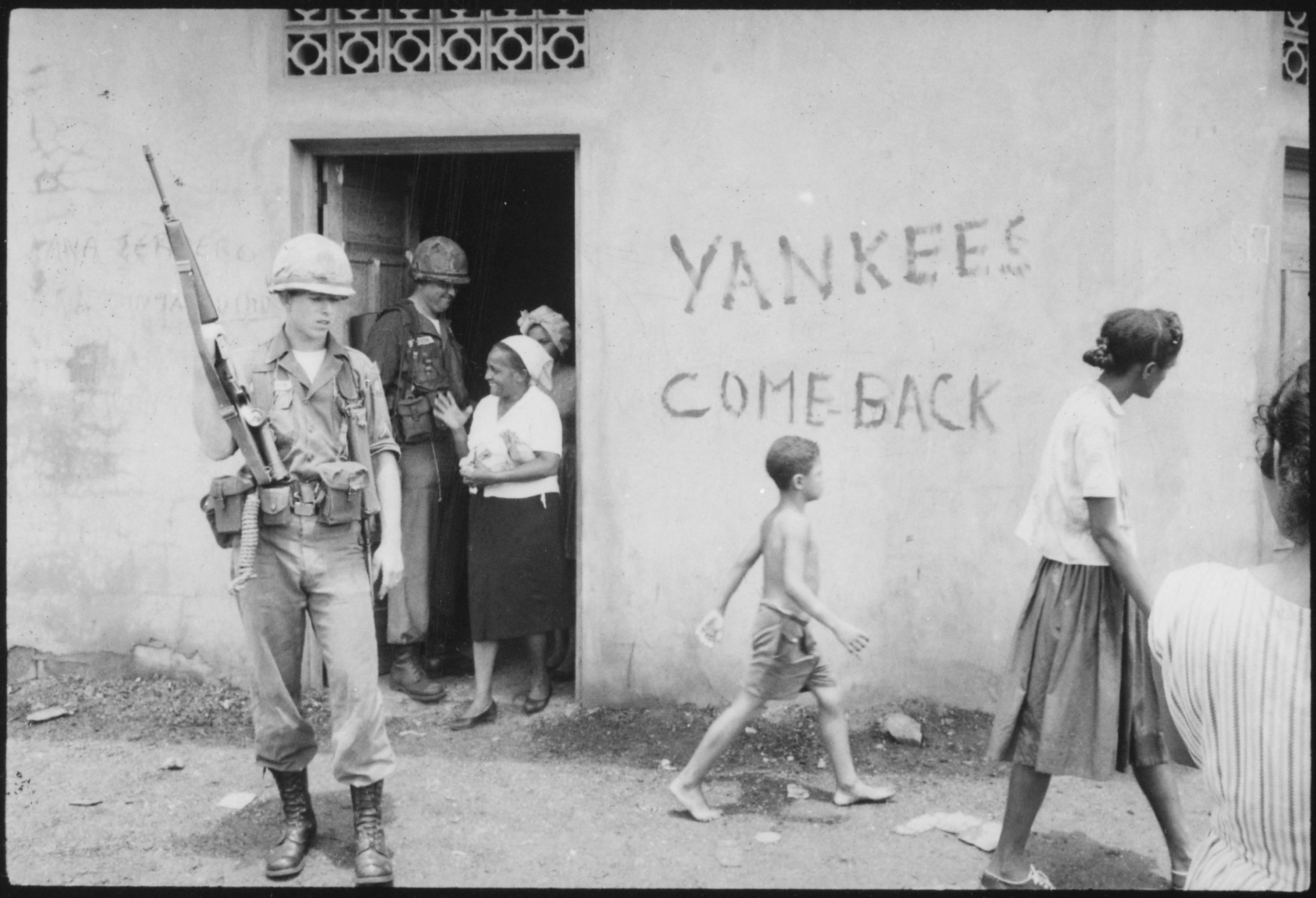
Distribución de alimentos, Santo Domingo, 9 de mayo de 1965

El 14 de mayo los estadounidenses establecieron un "corredor de seguridad" que conectaba la Base Aérea de San Isidro y el Puente Duarte con el Hotel Embajador y la Embajada de Estados Unidos en el centro de Santo Domingo, tuvo esencialmente acordonado a la zona constitucionalista de Santo Domingo. Las carreteras fueron bloqueadas y las patrullas corrían continuamente. Unas 6500 personas de muchas naciones fueron evacuadas a un lugar seguro. Además, las fuerzas de EE. UU. lanzaban por aire grandes suministros de socorro para los nacionales dominicanos.
A mediados de mayo, la mayoría de la OEA votó por la "Operación Push Ahead", la reducción de las fuerzas de Estados Unidos y su sustitución por una Fuerza Interamericana de Paz (IAPF). La Fuerza Interamericana de Paz (IAPF) se constituyó formalmente el 23 de mayo. Las siguientes tropas fueron enviadas por cada país: Brasil - 1130, Honduras - 250, Paraguay - 184, Nicaragua - 160, Costa Rica - 21 policías militares, y El Salvador - 3 oficiales de Estado Mayor. El primer contingente en llegar fue una compañía de fusileros de Honduras que pronto fueron respaldados por destacamentos de Costa Rica, El Salvador y Nicaragua. Brasil presentó la mayor unidad, un batallón blindado de infantería. El general brasileño Hugo Alvim asumió el mando de las fuerzas terrestres de la OEA, y el 26 de mayo las fuerzas de EE. UU. comenzaron a retirarse.
El 15 de junio de 1965, tanques estadounidenses M48A3 Patton entraron en la ciudad apoyados por los leales sin que los tanques ligeros AMX-13 y Lanverk L-60 rebeldes los pudieran detener, cayendo la posición norte de estos aunque el bastión principal resistió con el uso de barricadas y cócteles molotov. La lucha continuó el 31 de agosto de 1965, cuando se declaró una tregua. La mayoría de las tropas estadounidenses se marcharon poco después y la vigilancia y las operaciones de paz fueron entregados a las tropas brasileñas, pero un remanente de los militares de EE. UU. se mantuvo hasta septiembre de 1966. 13 soldados estadounidenses murieron mientras que 95 fueron heridos. Los constitucionalistas perdieron a 77 combatientes y 175 heridos.
Frente a las amenazas y los ataques en curso, incluyendo un ataque particularmente violento en el Hotel Matum en Santiago de los Caballeros, Caamaño aceptó un acuerdo impuesto por el gobierno de EE. UU. El presidente provisional dominicano, Héctor García Godoy, envió al coronel Caamaño como agregado militar de la Embajada Dominicana en el Reino Unido.

## Cuarta República (1966 - actualidad)

### Los doce años de Balaguer (1966-1978)
En junio de 1966, Joaquín Balaguer, líder del Partido Reformista (que más tarde se convirtió en el Partido Reformista Social Cristiano (PRSC), fue elegido y reelegido para el cargo en mayo de 1970 y mayo de 1974, en ambas ocasiones después de que los principales partidos de oposición se retiraran a finales de la campaña por el alto grado de violencia de los grupos pro-gubernamentales. El 28 de noviembre de 1966 se creó una nueva constitución, firmada y puesta en uso. La constitución indicaba que un presidente debía ser elegido para un mandato de cuatro años. Si había una elección cerrada, habría una segunda vuelta de votación para decidir el ganador. La edad de votar era de dieciocho años, pero las personas casadas menores de dieciocho años también podían votar. Balaguer llevó a la República Dominicana a través de una profunda reestructuración económica, basada en la apertura del país a la inversión extranjera, mientras protegía las industrias de propiedad estatal y de determinados intereses privados. La mayor parte de los primeros nueve años de Balaguer en la presidencia del país experimentaron altas tasas de crecimiento (por ejemplo, una tasa media de crecimiento del PIB del 9.4 por ciento entre 1970 y 1975), mientras que la gente se refería a este suceso como el "milagro dominicano". El exterior, sobre todo la inversión de estadounidense, así como la ayuda extranjera, fluían en el país; el azúcar, para entonces, el producto principal de exportación del país, gozaba de buenos precios en el mercado internacional y el turismo creció enormemente.
Sin embargo, este excelente desempeño macroeconómico no fue acompañado por una distribución equitativa de la riqueza. Mientras un grupo de nuevos millonarios florecía durante las administraciones de Balaguer, los pobres simplemente se convirtieron en más pobres. Es más, los pobres eran generalmente el blanco de represión estatal, y sus reivindicaciones socioeconómicas fueron etiquetadas como "comunistas" y tratados en consecuencia por el aparato de seguridad del Estado. En las elecciones de mayo de 1978, Balaguer fue derrotado en su candidatura para un cuarto periodo consecutivo por Antonio Guzmán, del PRD. Posteriormente, Balaguer ordenó a las tropas asaltar la Junta Electoral y destruir las urnas, declarándose el mismo vencedor. El presidente estadounidense Jimmy Carter y la comunidad internacional se negó a reconocer la supuesta "victoria" de Balaguer, y, frente a la negación de ayuda por parte del exterior, Balaguer tuvo que admitir la derrota.

### Gobiernos de Antonio Guzmán (1978-1982), Salvador Jorge Blanco (1982-1986) y regreso de Balaguer a la presidencia (1986-1996)
Antonio Guzmán inauguró su gobierno el 16 de agosto, teniendo el país la primera transferencia del poder pacífica de un presidente elegido libremente a otro. A finales de la década de 1970, la expansión económica, que hasta entonces había continuado con su ritmo determinado, comenzó a decelerarse considerablemente a medida que los precios del azúcar se reducían y aumentaban los del petróleo. Con la inflación y el desempleo creciendo, esto desencadenó una ola de emigración masiva desde la República Dominicana hacia Estados Unidos y Europa.
Las elecciones se celebraron de nuevo en 1982. Salvador Jorge Blanco, del Partido Revolucionario Dominicano derrotó a Bosch y el posible resurgimiento de Balaguer. Jorge Blanco emprendió ciertas reformas sociales y económicas; sin embargo, al producirse una presión fiscal financiera internacional sobre el país, se abrió la puerta a una terrible crisis económica y financiera que puso a la nación en alarmante punto de inflación.  Durante este periodo se produjo una serie de levantamientos sociales que dio al traste con la popularidad del PRD en el país y regresando así Balaguer al poder representando al Partido Reformista en 1986 donde se mantuvo en el cargo durante los próximos diez años. Las elecciones de 1990 estuvieron marcadas por la violencia y la sospecha de fraude electoral. Las elecciones de 1994 también se caracterizaron por una violencia generalizada durante la campaña, a menudo dirigida a intimidar a los miembros de la oposición. Balaguer ganó en 1994, pero la mayoría de los observadores dedujeron que las elecciones habían sido arregladas. Bajo la presión de los Estados Unidos, Balaguer acordó celebrar nuevas elecciones en 1996. Él mismo no iría.

### Pacto por la Democracia y ascenso de Leonel Fernández (1996-2000)
En 1996, Leonel Fernández Reyna del Partido de la Liberación Dominicana (PLD) y pupilo de Juan Bosch obtuvo más del 51 % de los votos, a través de una alianza con Balaguer. La primera gran ejecución de Fernández fue la venta de algunas empresas de propiedad estatal. Aunque Fernández fue elogiado por poner fin a décadas de aislamiento y mejorar las relaciones con otros países del Caribe, fue criticado por descuidar la salud pública, la educación, no luchar contra la corrupción y la pobreza que afectaba a un 60% de la población.

### Quiebra bancaria y crisis económica, gobierno de Hipólito Mejía (2000-2004)
En mayo de 2000, Hipólito Mejía del centro-izquierdista PRD fue elegido presidente en medio de un descontento popular por los cortes de energía y la reciente privatización del sector eléctrico. Desde el 1986 no había sido gobierno este partido. El presidente Fernández, en su mandato, firmó los Juegos Panamericanos e Hipólito Mejía llevó a cabo los Juegos Panamericanos del 2003 en el 2003, para lo cual tuvo que construir villas olímpicas, y muchas instalaciones deportivas. A todo lo largo y ancho del país en cada comunidad se construyó un centro polideportivo, como un medio para la juventud y salud de la ciudadanía. El presidente Mejía incentivó la agricultura, y reavivó el campo. En este período hubo un fraude bancario de la entidad financiera BANINTER, uno de los bancos principales, que tenía problemas desde años anteriores, como también el BANCRÉDITO, y el presidente Mejía devolvió a los ahorrantes parte de su dinero para así evitar una crisis tal como el "corralito" de Argentina, y evitar que todos los ahorrantes sacaran el dinero de todos los bancos y se produjera una inestabilidad económica mayor.  Su presidencia vio mayor inflación e inestabilidad del peso. Durante su tiempo como presidente, la paridad relativamente estable de la moneda cayó de 16 pesos dominicanos por 1 dólar estadounidense a 60 pesos por cada dólar estadounidense, dejándolo a 42 pesos por un dólar cuando salió del poder. En su gobierno, la República Dominicana participó en la coalición liderada por Estados Unidos en Irak, como parte de la "Brigada Hispanoamericana" dirigida por España durante la Guerra de Irak. En diciembre de 2003 se reportó que al menos tres iraquíes, entre ellos dos niños, resultaron heridos a consecuencia de un ataque con cinco granadas de mortero contra la base en la que estaban los dominicanos en Diwaniya, sin que alguno de los dominicanos resultara afectado. En 2004, el país retiró a sus 604 soldados de Irak. En mayo de 2004, Mejía fue derrotado por el expresidente Leonel Fernández en las elecciones presidenciales.

### Segundo y Tercer mandato de Fernández (2004-2008, 2008-2012) y ascenso de Danilo Medina, predominio del PLD (2012 - 2020)
Fernández, elegido en 2004, estableció medidas de austeridad para desinflar el peso y sacar al país de su crisis económica, y en el primer semestre de 2006, la economía creció 11.7 %, llevando el peso a descender hasta 28 pesos por cada dólar, aunque esta mejoría no duró mucho y el peso se estabilizó en 34 por cada dólar. Su administración se caracterizó por la construcción de grandes obras y las reformas institucionales, pero también por el aumento de la inseguridad ciudadana, los casos de narcotráfico, la corrupción administrativa y del clientelismo político.
En las últimas tres décadas, las remesas de los dominicanos residentes en el extranjero, principalmente en los Estados Unidos, se han convertido cada vez más importante para la economía. De 1990 al 2000, la población dominicana de los EE. UU. se duplicó en tamaño, de 520 121 a 1 041 910, dos tercios de los cuales nacieron en la República Dominicana. Más de la mitad de todos los domínico-estadounidenses viven en Nueva York, con una mayor concentración en el barrio de Washington Heights en el norte de Manhattan. Durante la última década, la República Dominicana se ha convertido en la principal fuente de inmigración hacia Nueva York, y hoy el área metropolitana de Nueva York tiene una mayor población dominicana que cualquier otra ciudad, con excepción de la propia Santo Domingo. Las comunidades dominicanas también se han desarrollado en Nueva Jersey (en particular, Paterson), Miami, Boston, Filadelfia, Providence y Lawrence, Massachusetts. Además, decenas de miles de dominicanos y sus descendientes viven en Puerto Rico. Muchos dominicanos llegan a Puerto Rico ilegalmente por mar a través del Canal de la Mona, algunos para quedarse y otros para pasar a los EE. UU. (ver Inmigración dominicana a Puerto Rico). Los dominicanos residentes en el extranjero enviaron un estimado de 3000 millones de dólares en remesas a sus familiares en el país, en el año 2006. En 1997, una nueva ley que entró en vigor, permitiendo que los dominicanos residentes en el extranjero pudieran retener su ciudadanía y ejercer el voto en las elecciones presidenciales. El presidente Fernández, quien creció en Nueva York, fue el principal beneficiario de esta ley.
Fernández fue sustituido por su propio compañero de partido Danilo Medina en las elecciones presidenciales de 2012; Mejía, quien iba como principal contrincante por el PRD, fue vencido por Medina en primera vuelta.
Medina comenzó su mandato con una serie de controvertidas reformas económicas y sociales a fin de hacer frente a la situación fiscal dejada por la administración de Fernández, que a pesar de una supuesta austeridad implementada por su gobierno, dejó un gran déficit fiscal durante su último mandato ascendiente a más de 180 000 millones de pesos dominicanos.